# 北京十大建築
十大建築（じゅうだいけんちく、中国語: 十大建筑、拼音: shídàjiànzhù）とは、中華人民共和国建国10周年を記念して北京に建設された10棟の建築物の総称であり、これには、人民大会堂や釣魚台国賓館など、現在も中国において政治的に重要な位置を占める建物が含まれている。1958年9月5日に建設が決定されてから、約1年後の1959年9月には全てが竣工するという、驚異的なスピードで設計と建設が進められた。なお、この十大建築に倣って、後年にもその時代に応じた「十大建築」が北京市政府ほかから発表されている。

## 十大建築

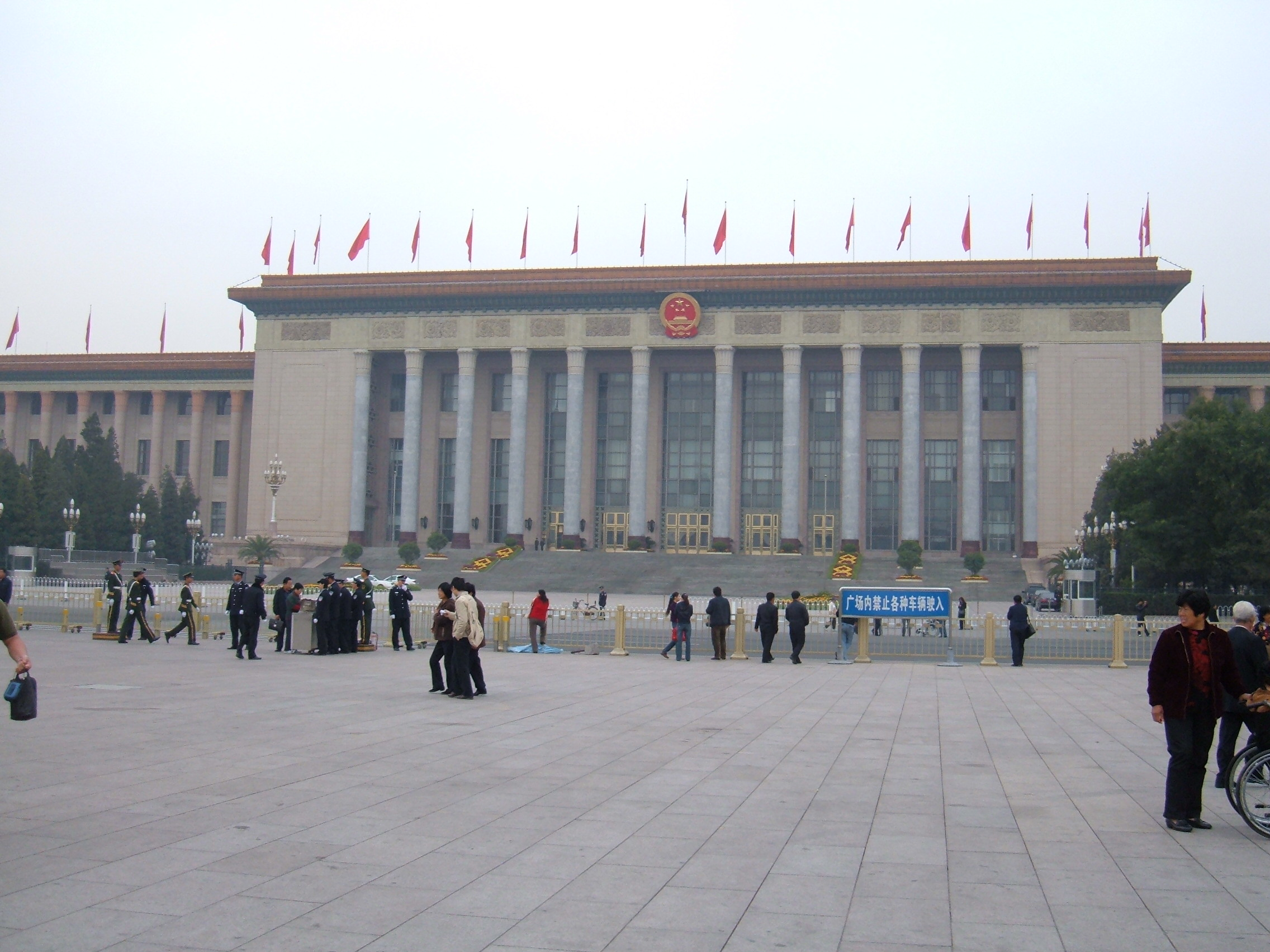
人民大会堂
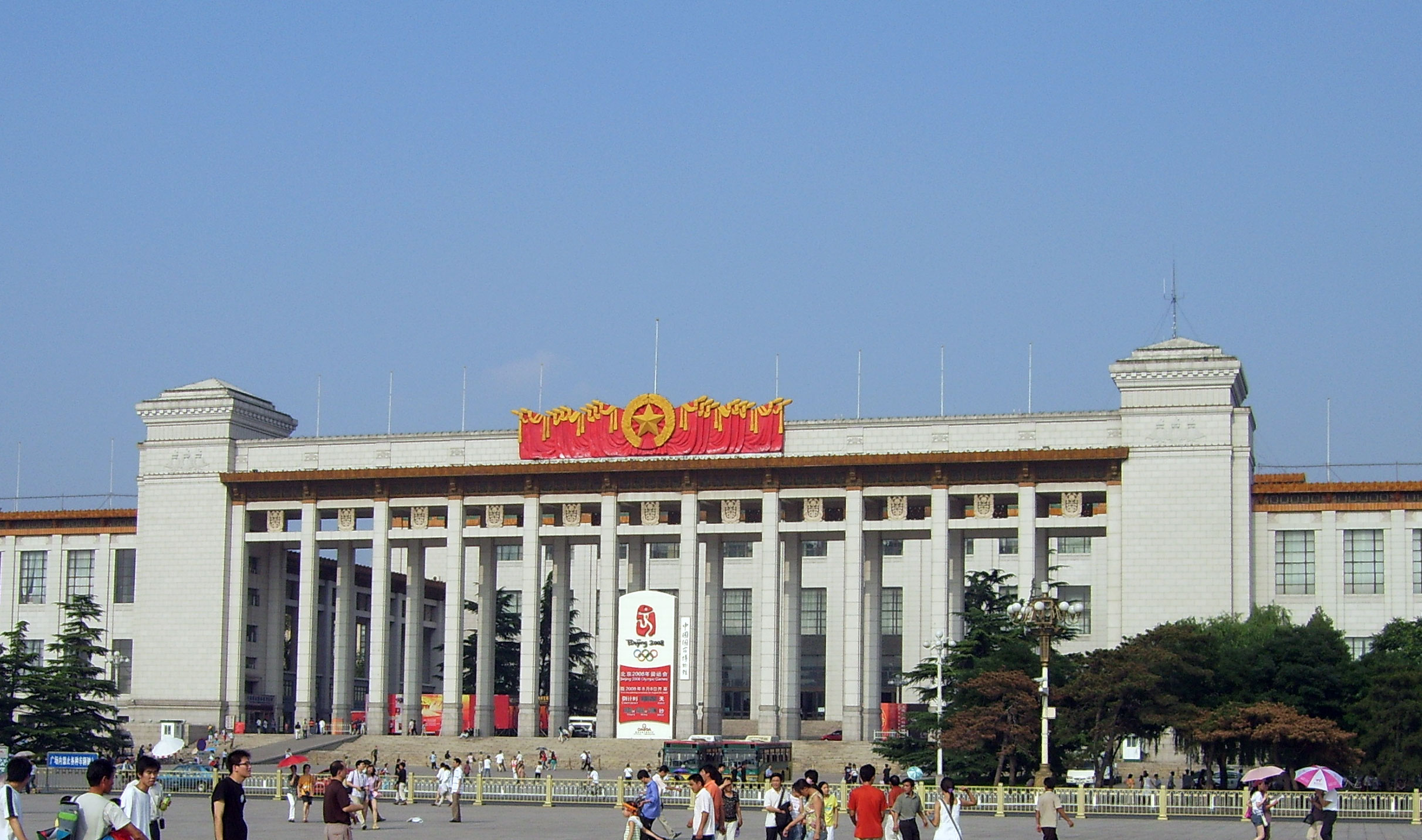
中国歴史博物館および中国革命博物館（現在の中国国家博物館）
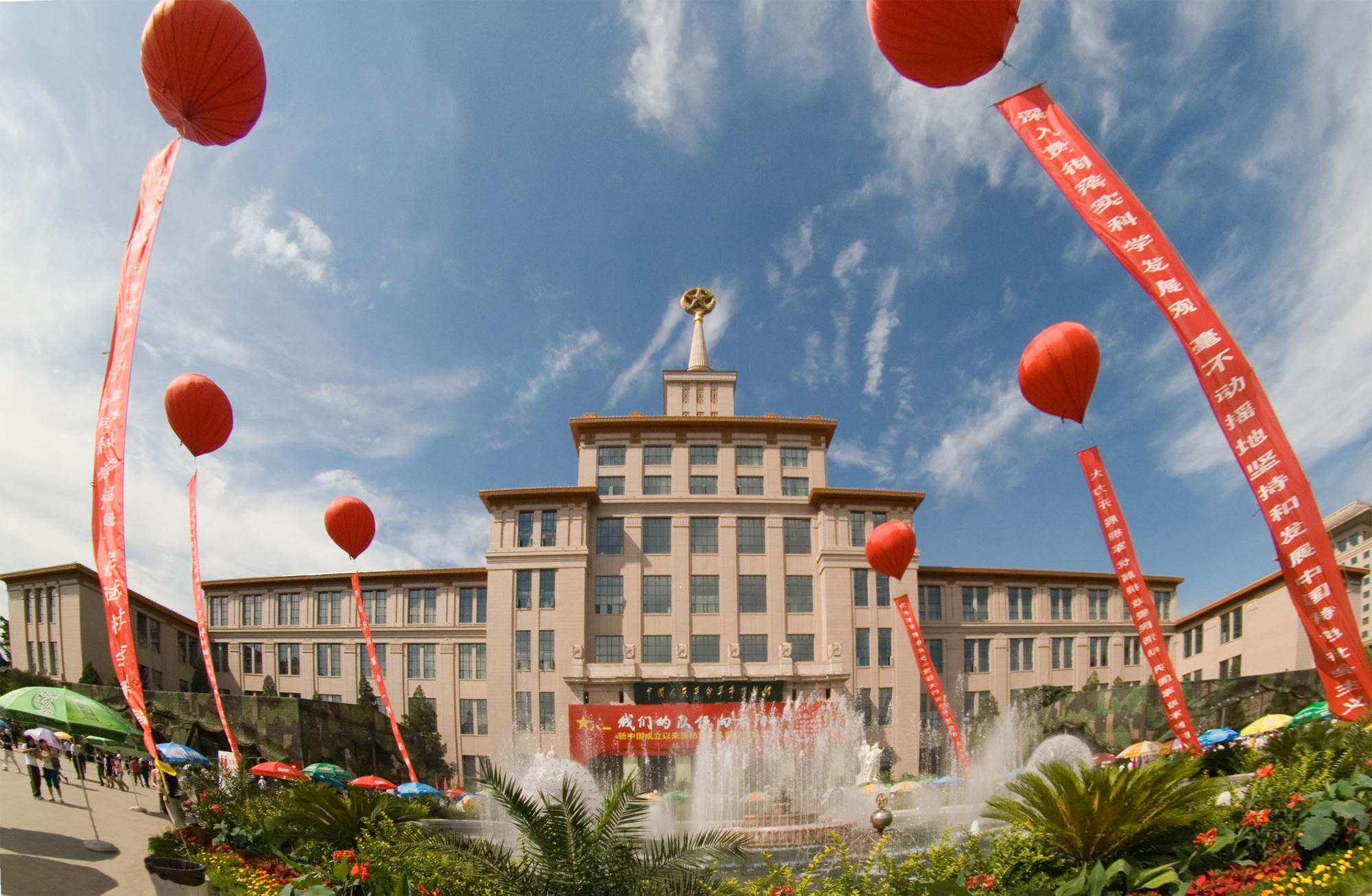
中国人民革命軍事博物館
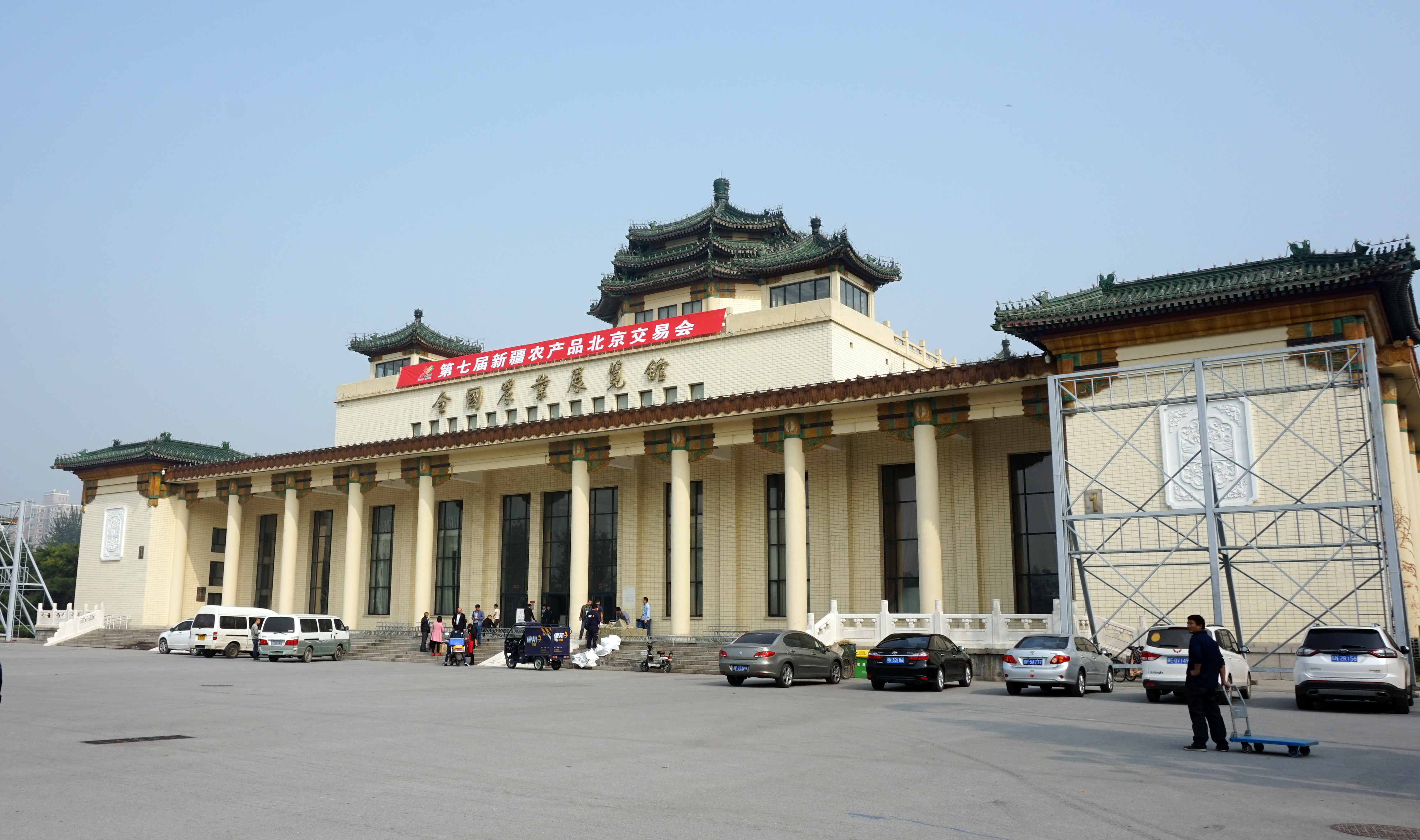
全国農業展覧館（中国語版）
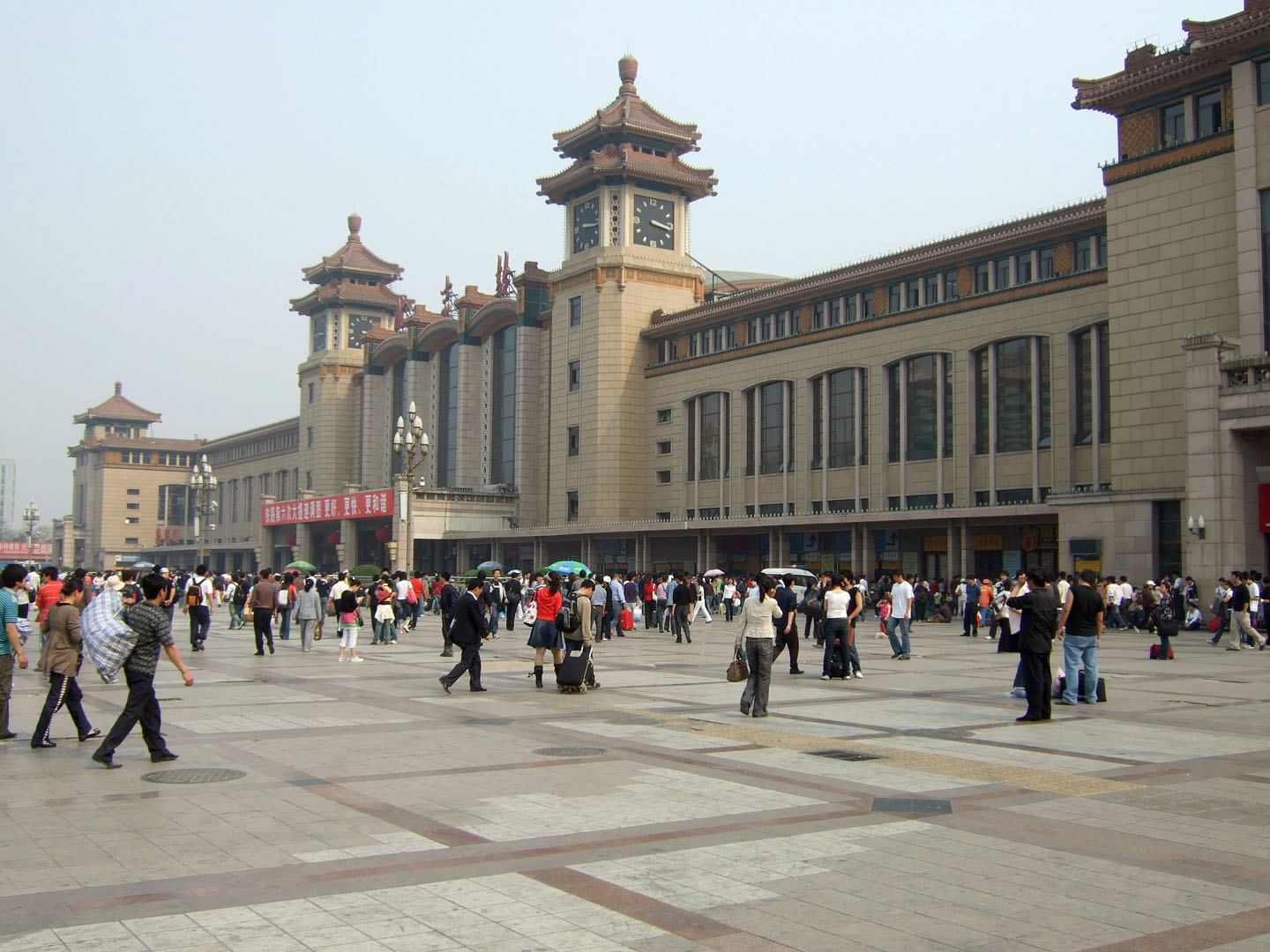
北京駅
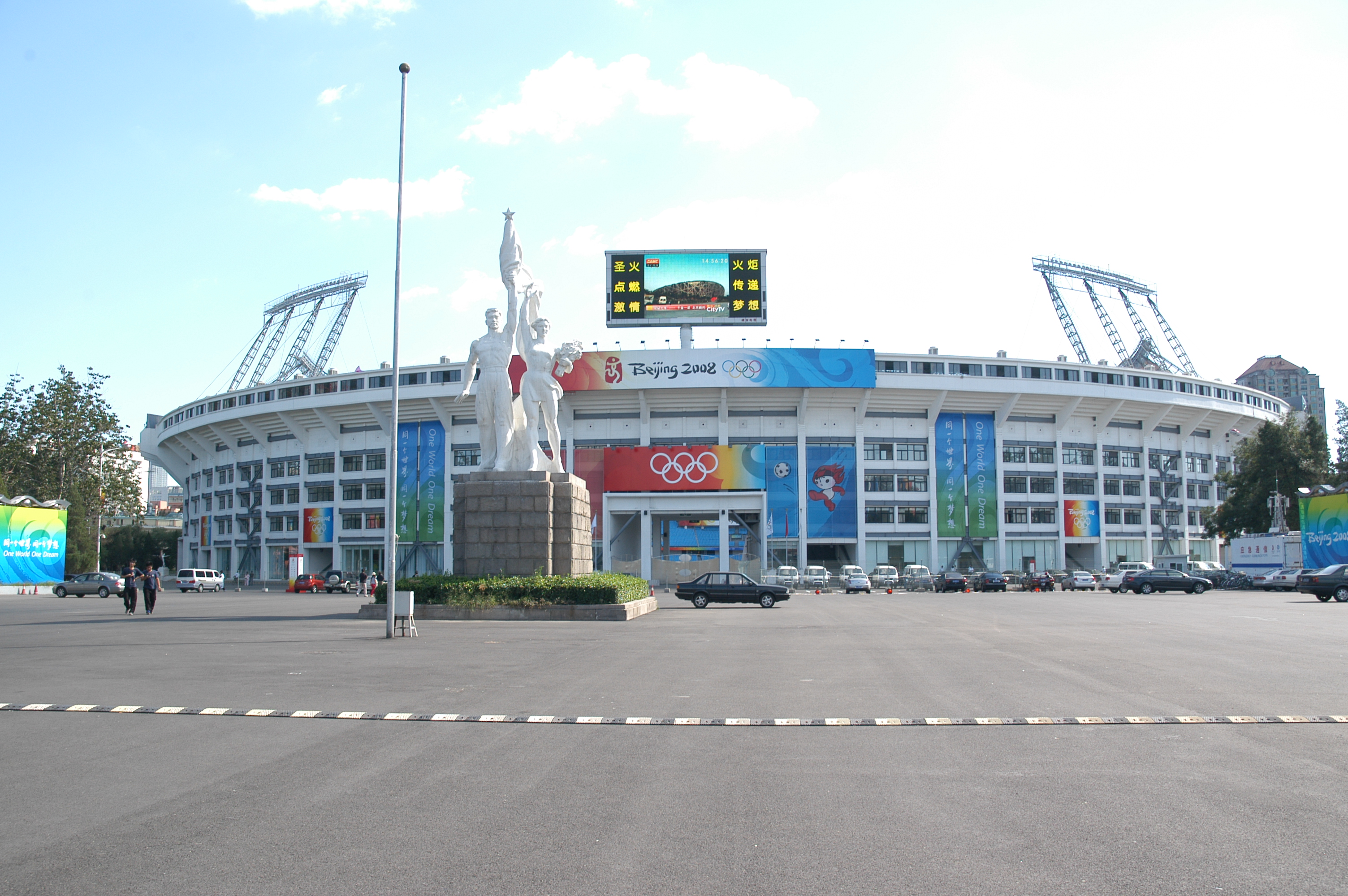
北京工人体育場
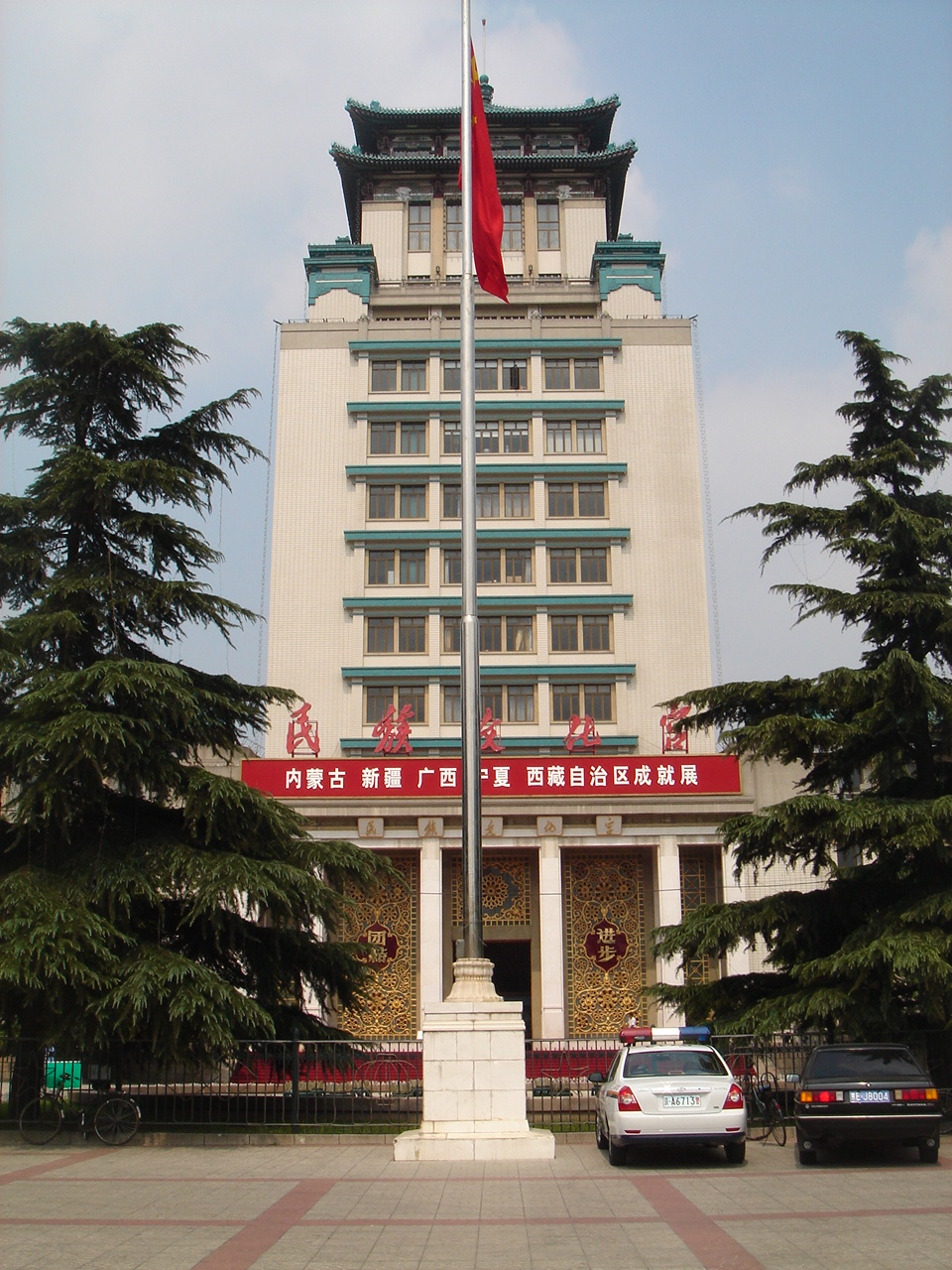
民族文化宮（中国語版）
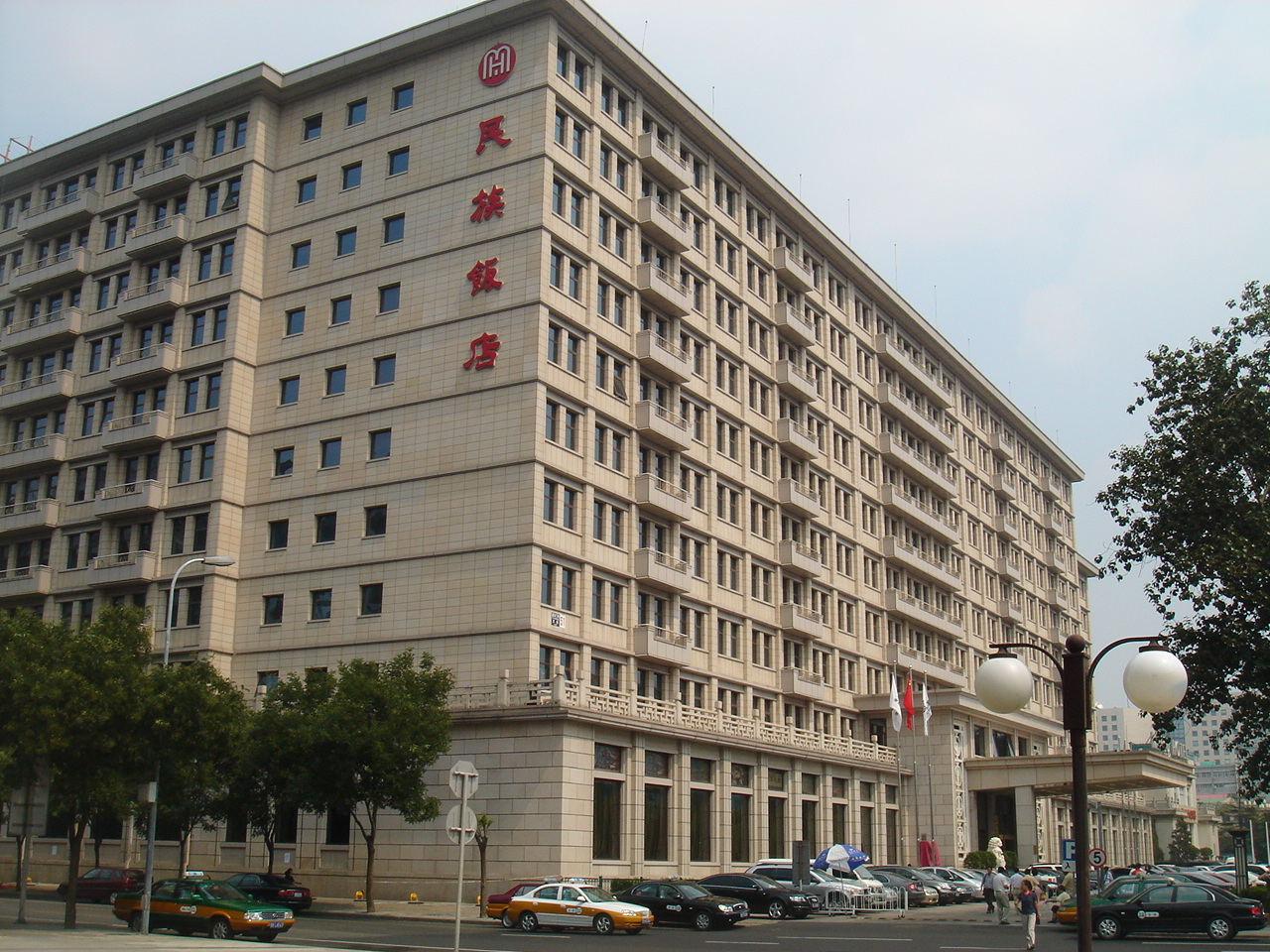
民族飯店（中国語版）
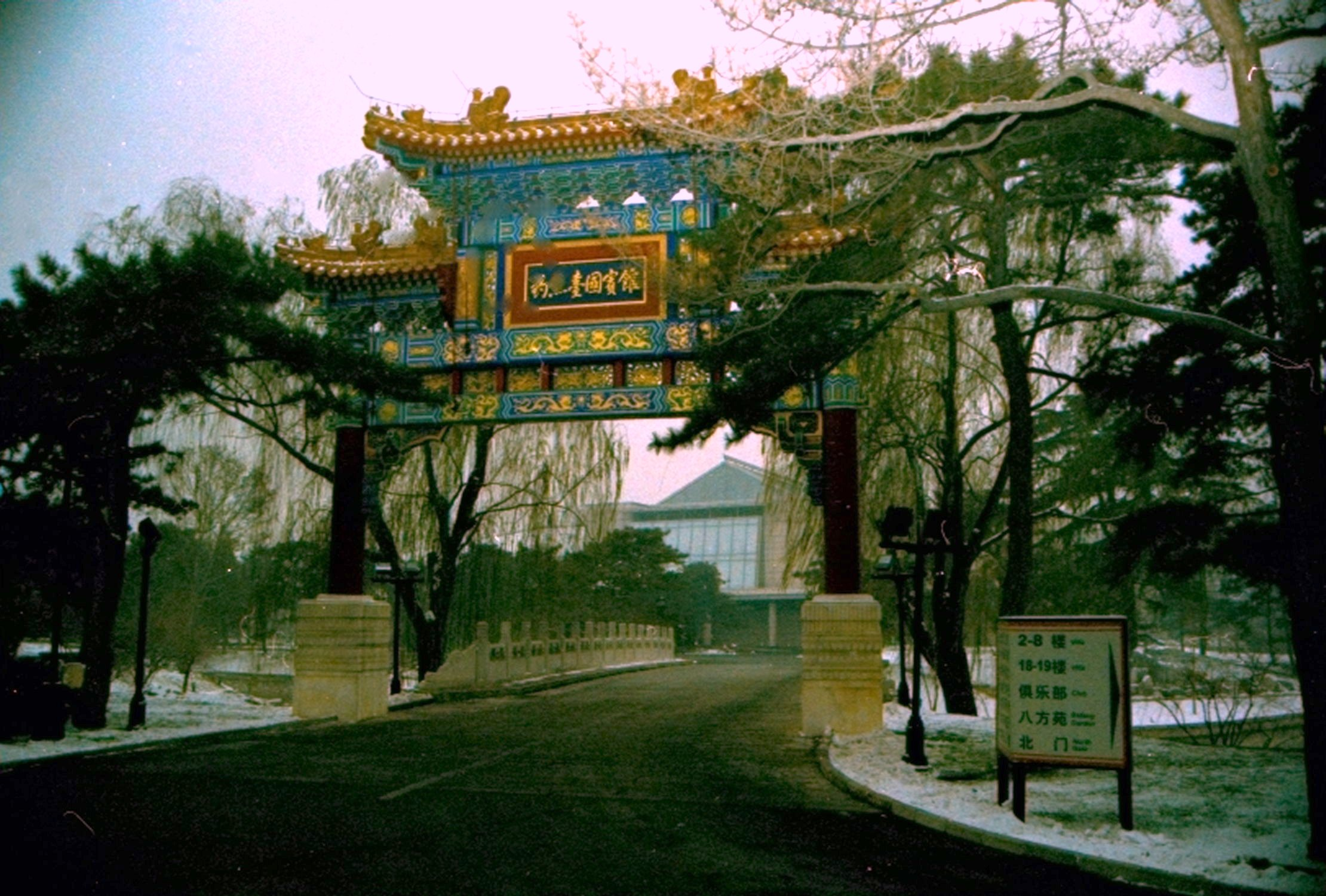
釣魚台国賓館
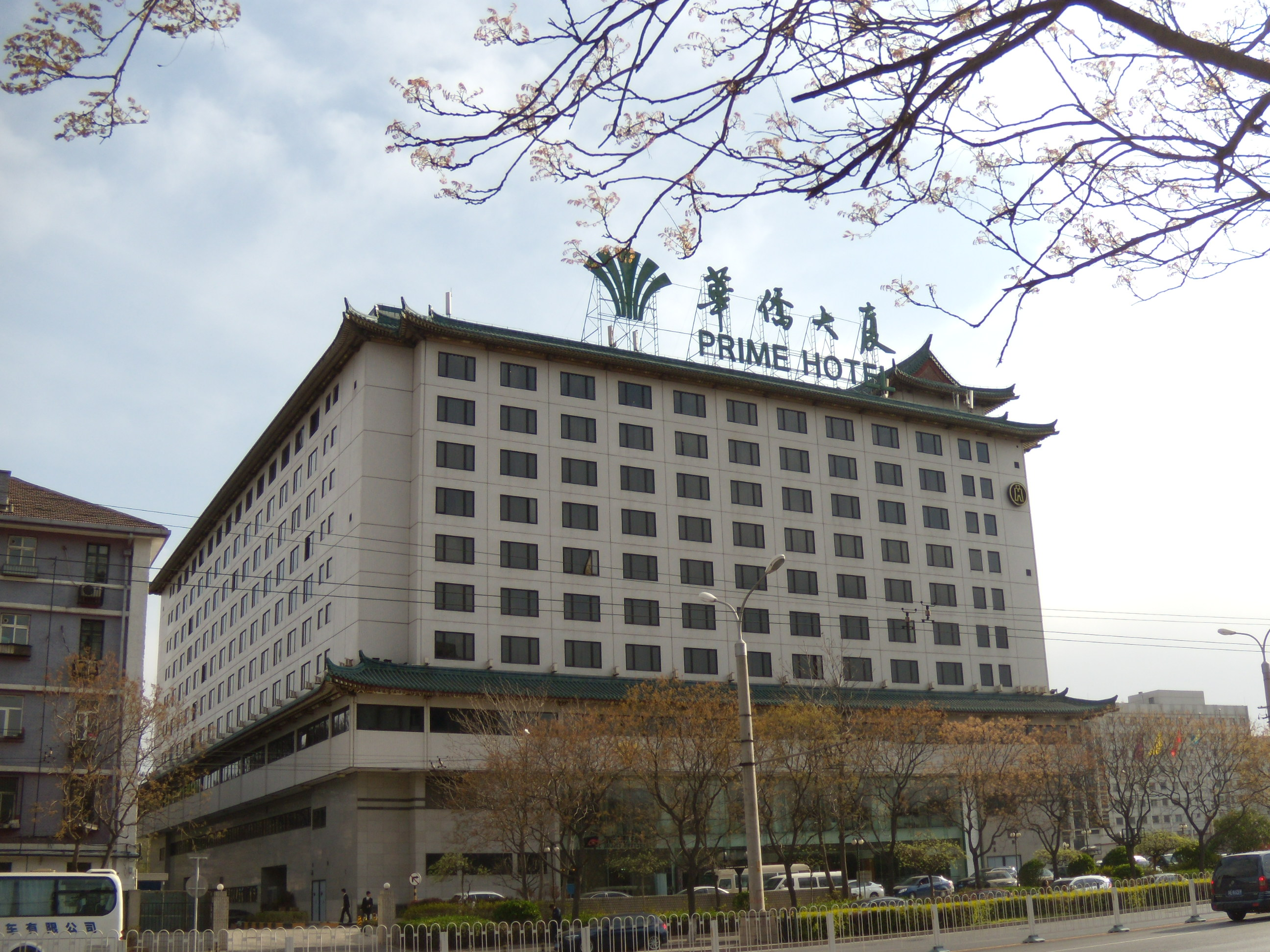
華僑大廈（中国語版）（解体済み。画像は建替後）

## その他の「十大建築」
一般に「十大建築」とは上記のものをさすが、これに倣って後年北京市や各種メディアによって発表されたその時代毎の「十大建築」が存在する。

### 1980年代十大建築
北京市によって発表されたもの。

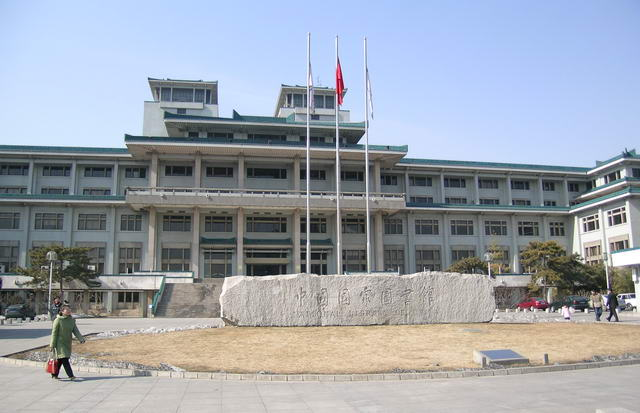
北京図書館新館（現在の中国国家図書館）
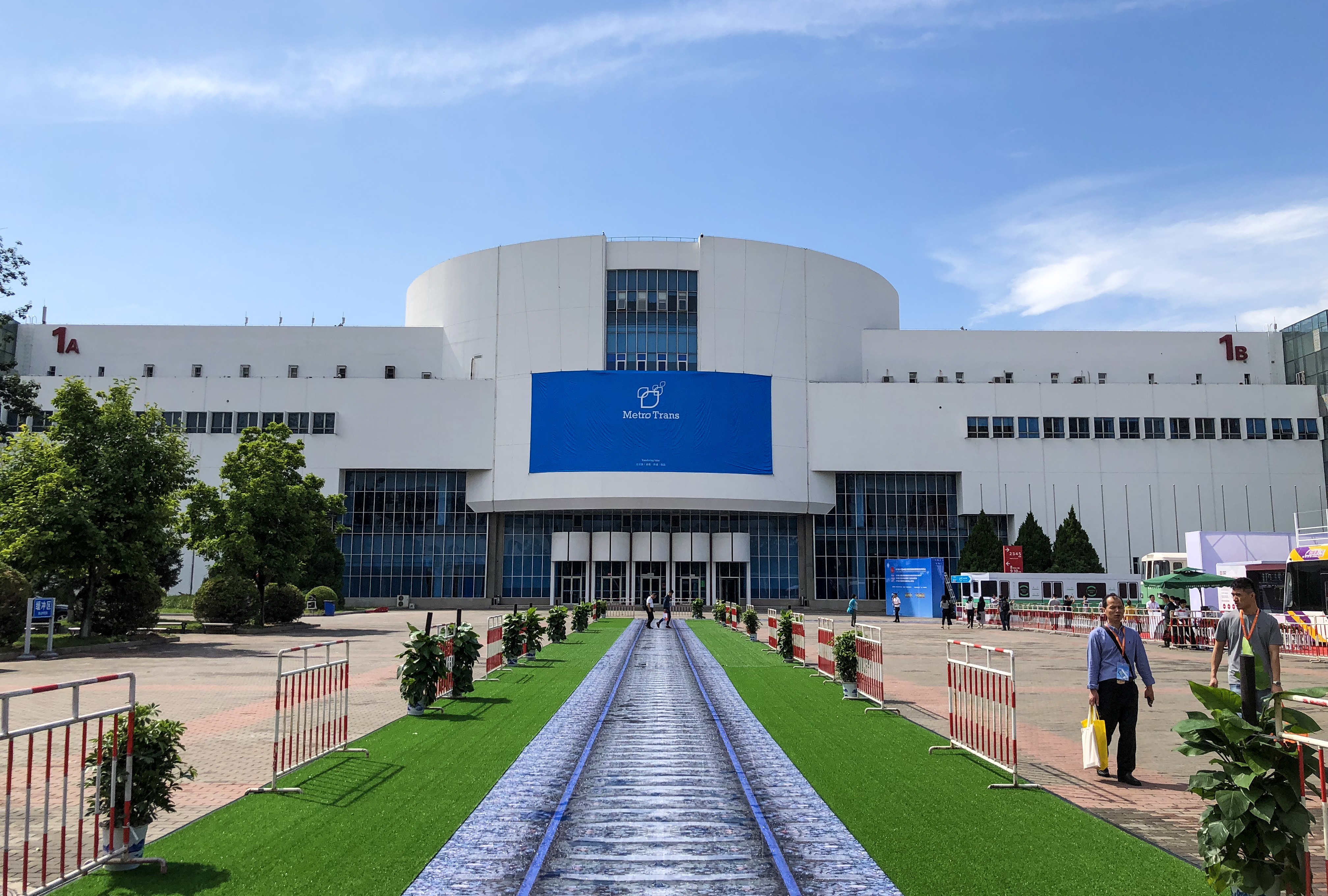
中国国際展示センター（中国語版）
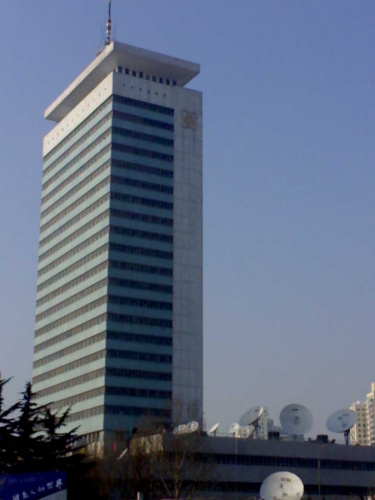
中央彩色電視中心（現在の中央電視台ビル）
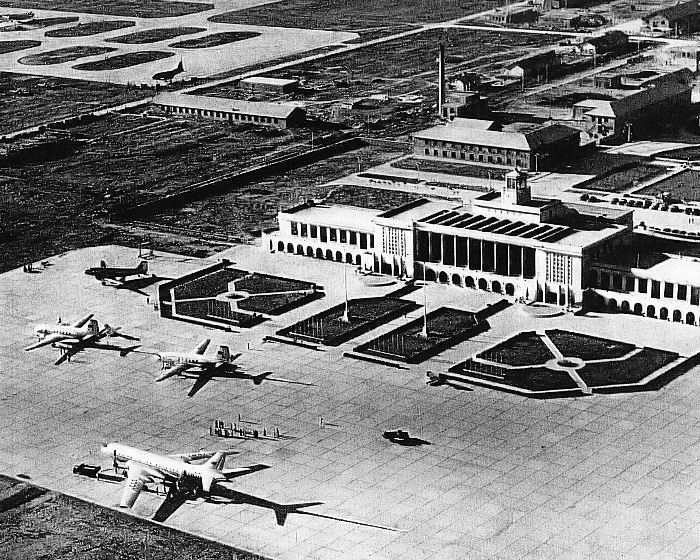
首都機場候機楼（現在の北京首都国際空港第1ターミナル）
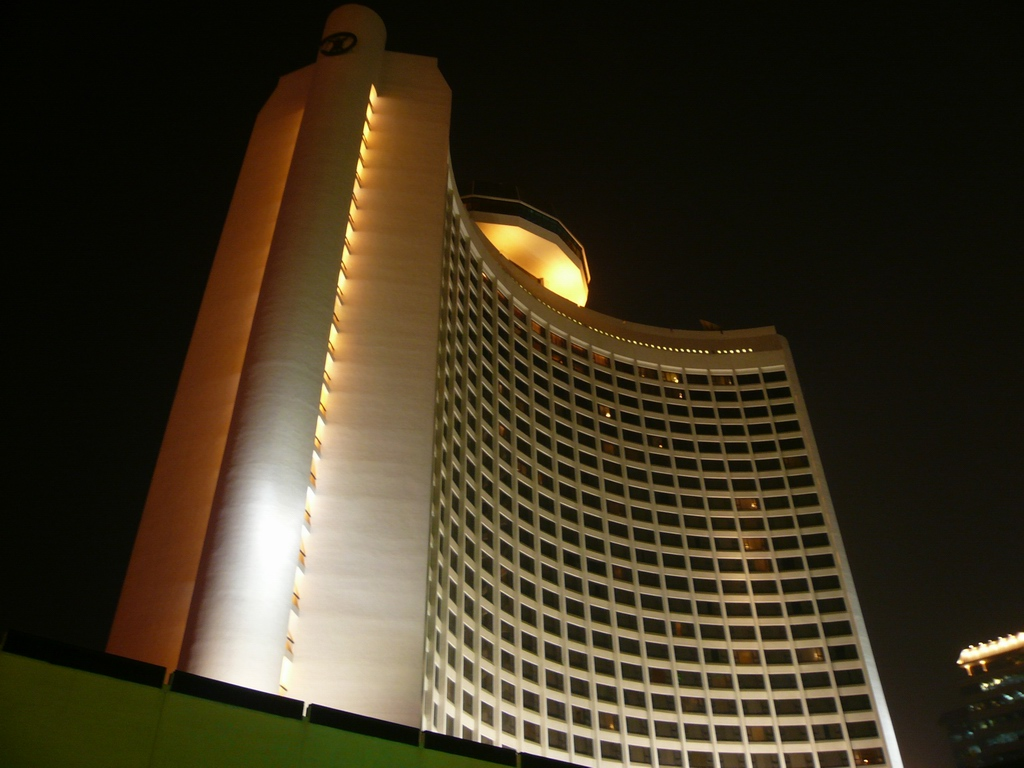
北京国際飯店（中国語版）
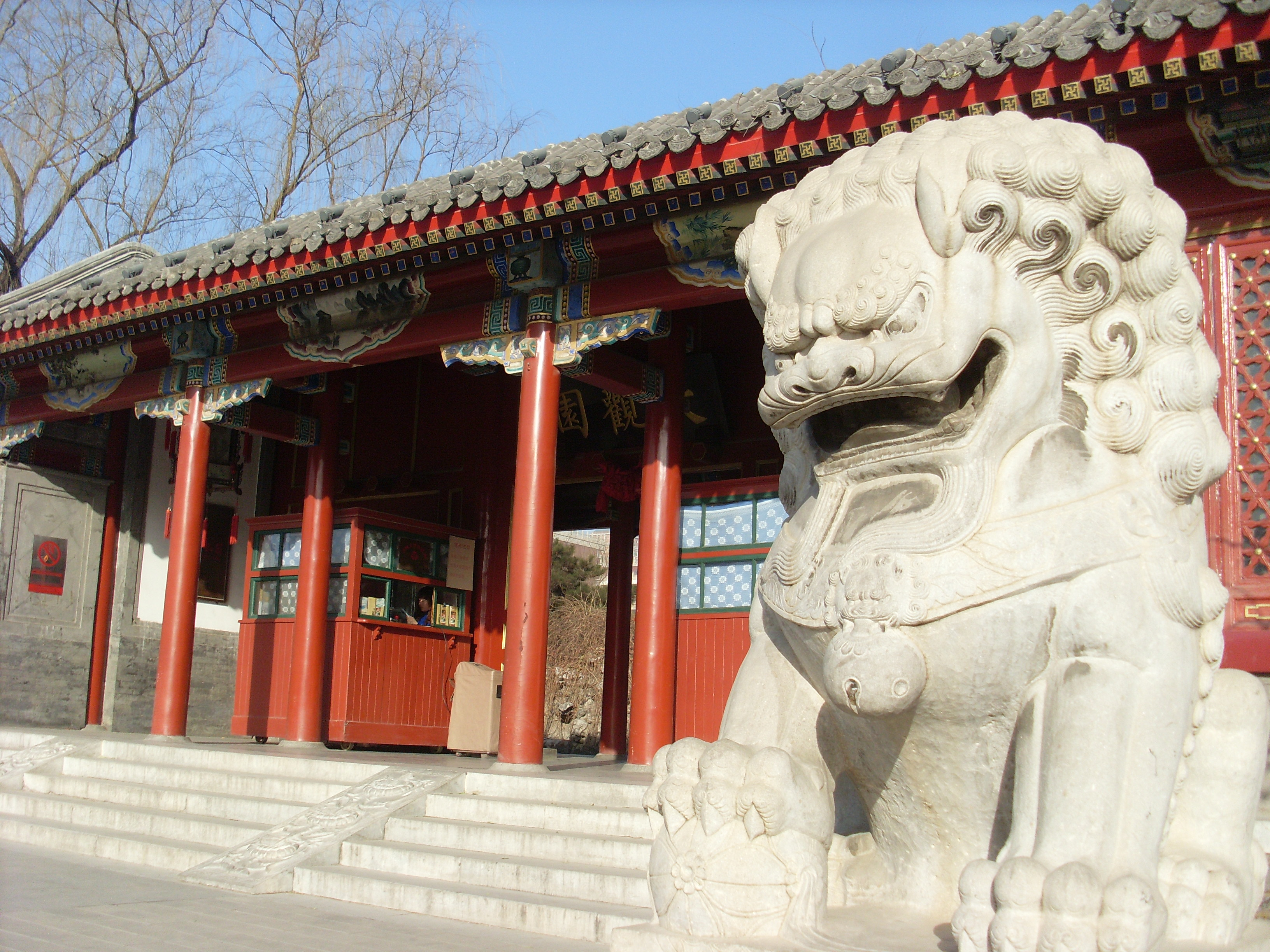
北京大観園（中国語版）
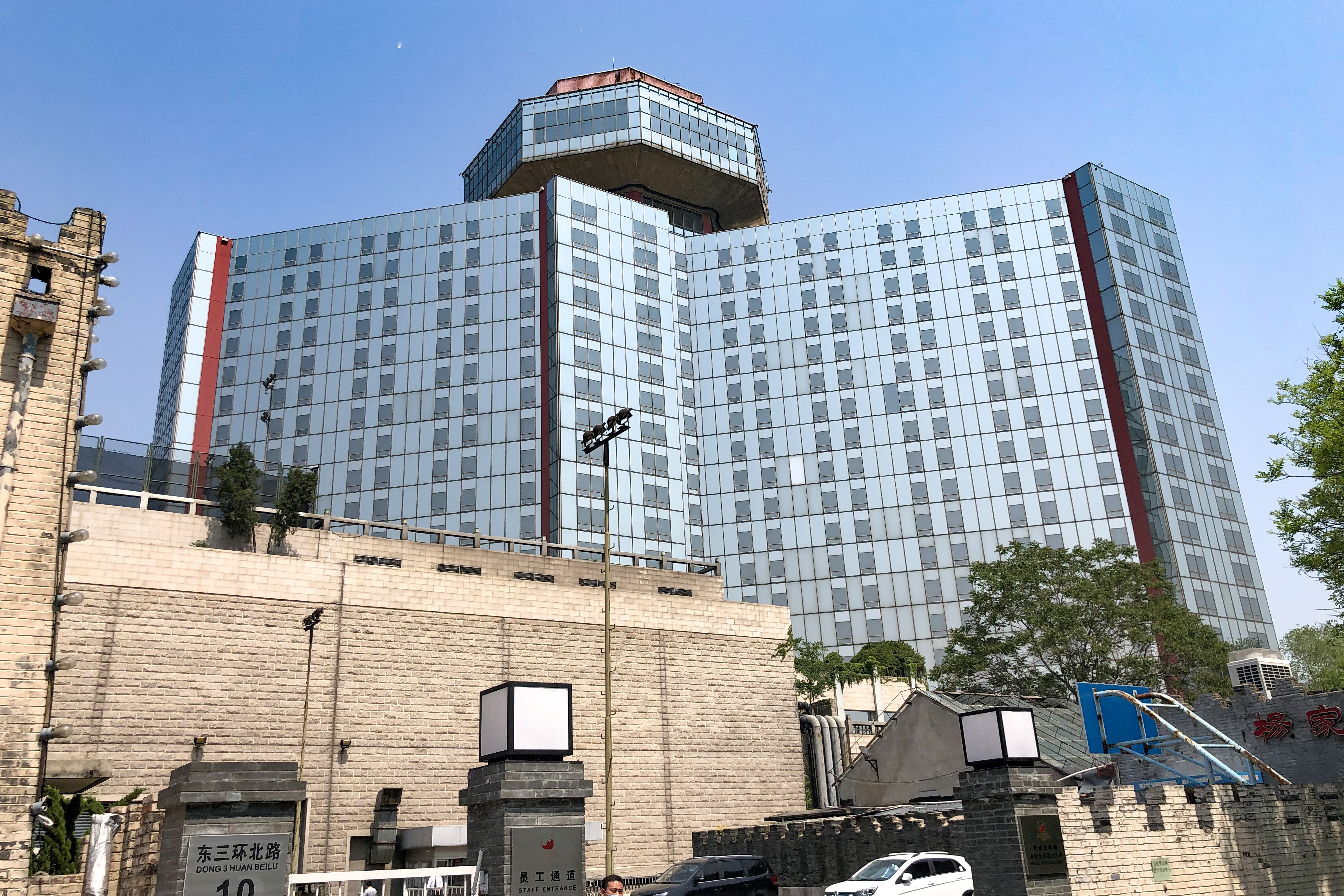
北京長城飯店（中国語版）
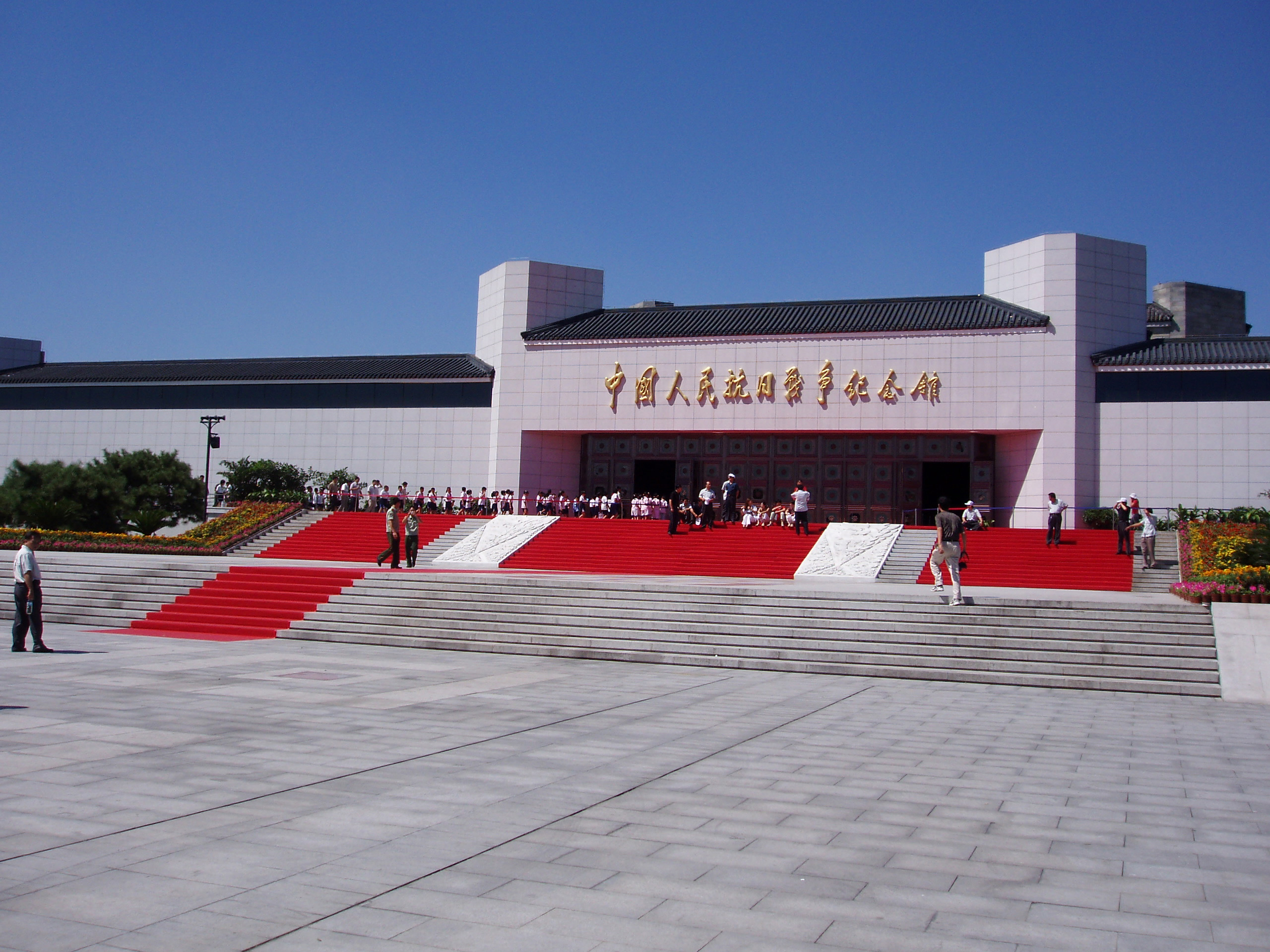
中国人民抗日戦争紀念館
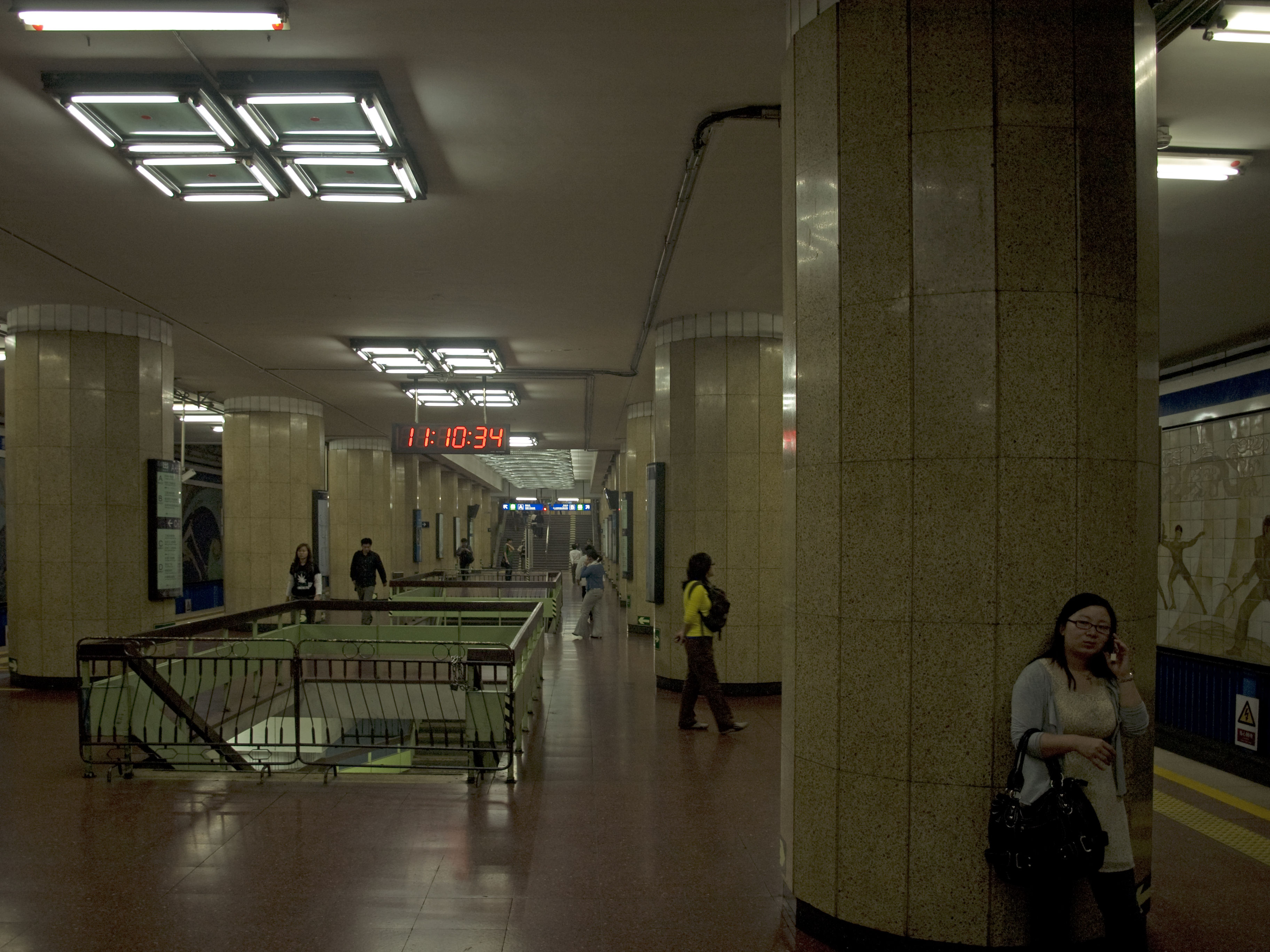
北京地下鉄東四十条駅
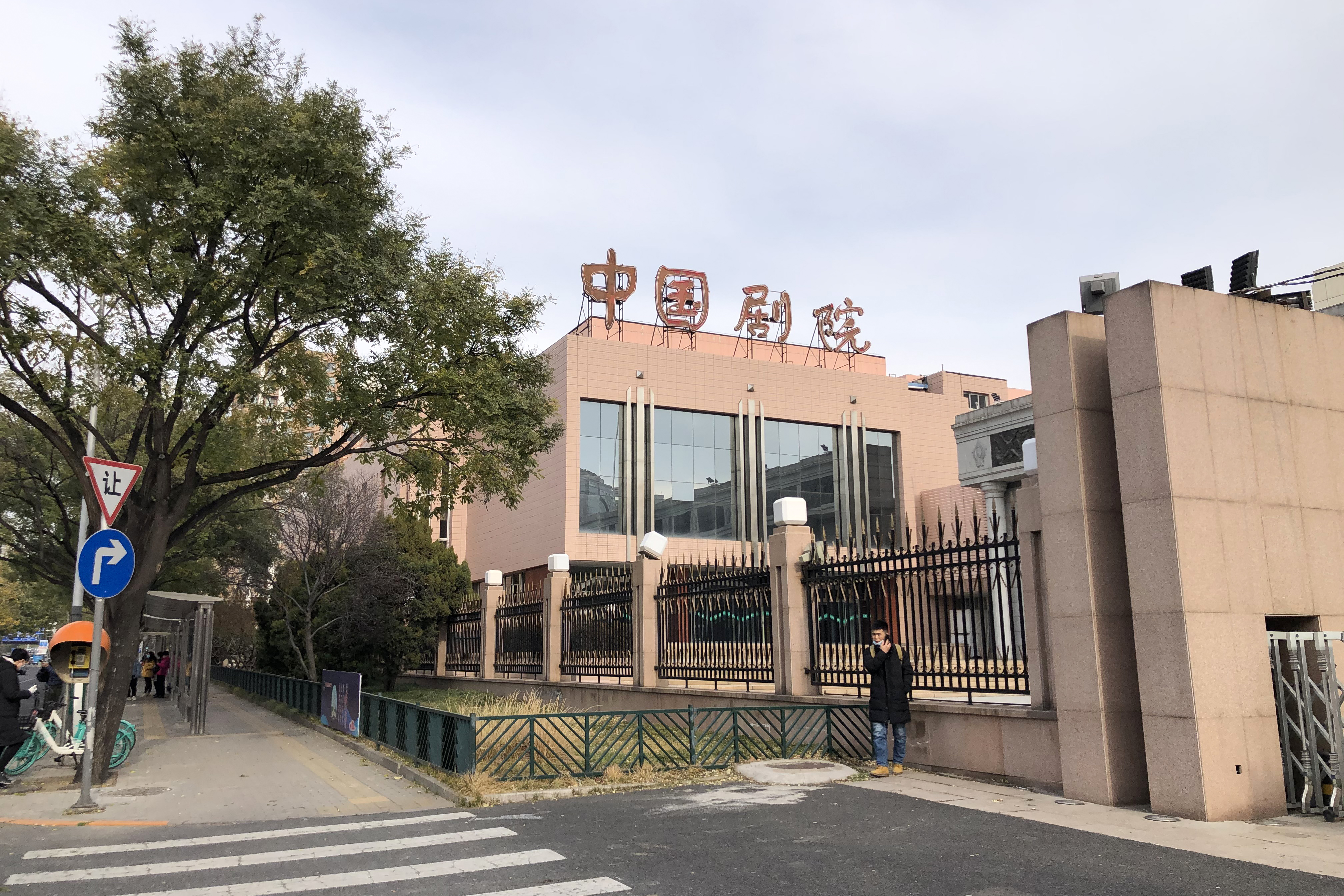
中国劇院

### 1990年代十大建築
北京市によって発表されたもの。1990年のアジア競技大会のために建設された建築物が含まれる。

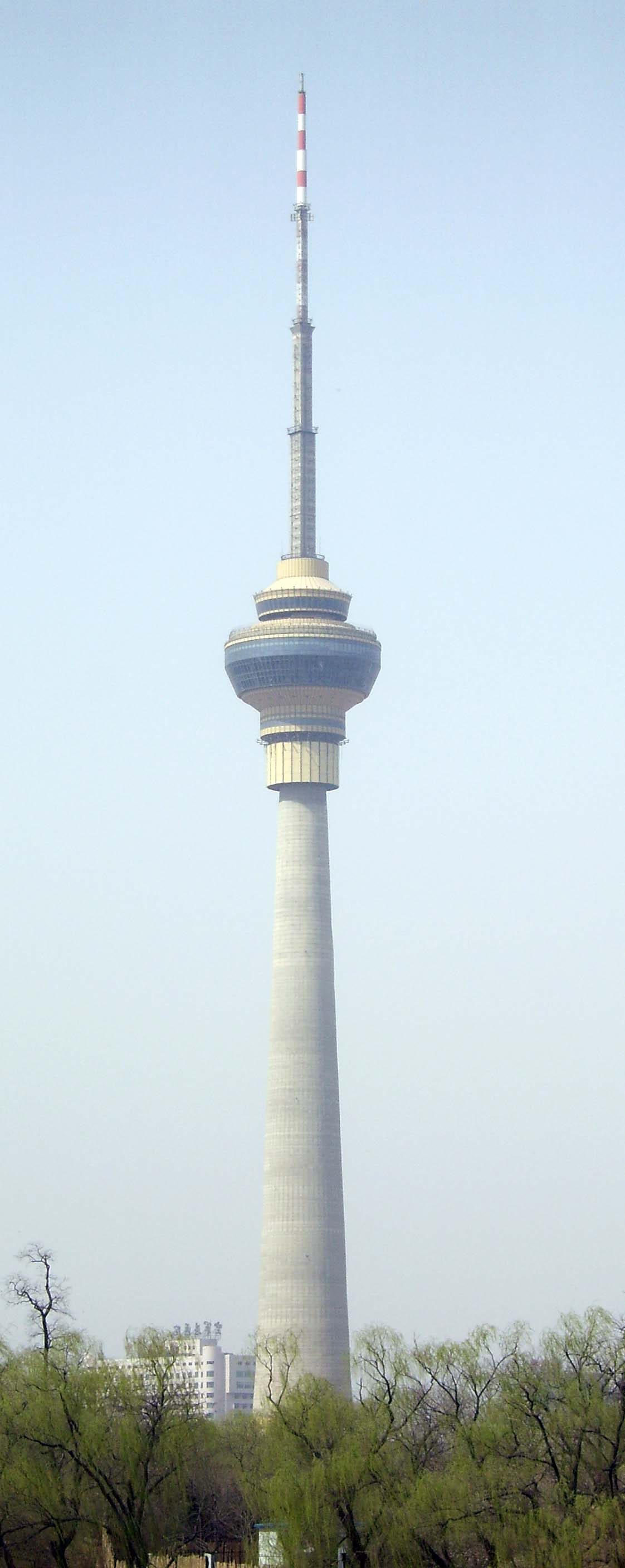
中央広播電視塔
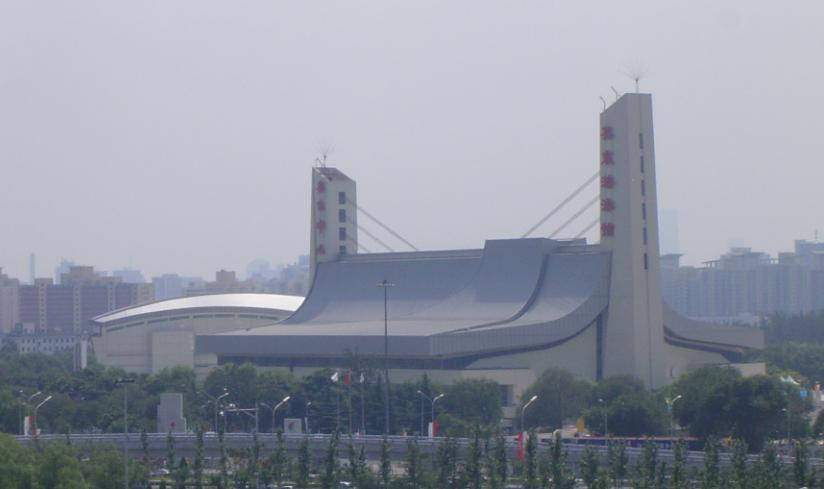
国家オリンピック体育中心およびアジア大会村 （2008年の北京オリンピックのために新たに建設された施設とは異なる）
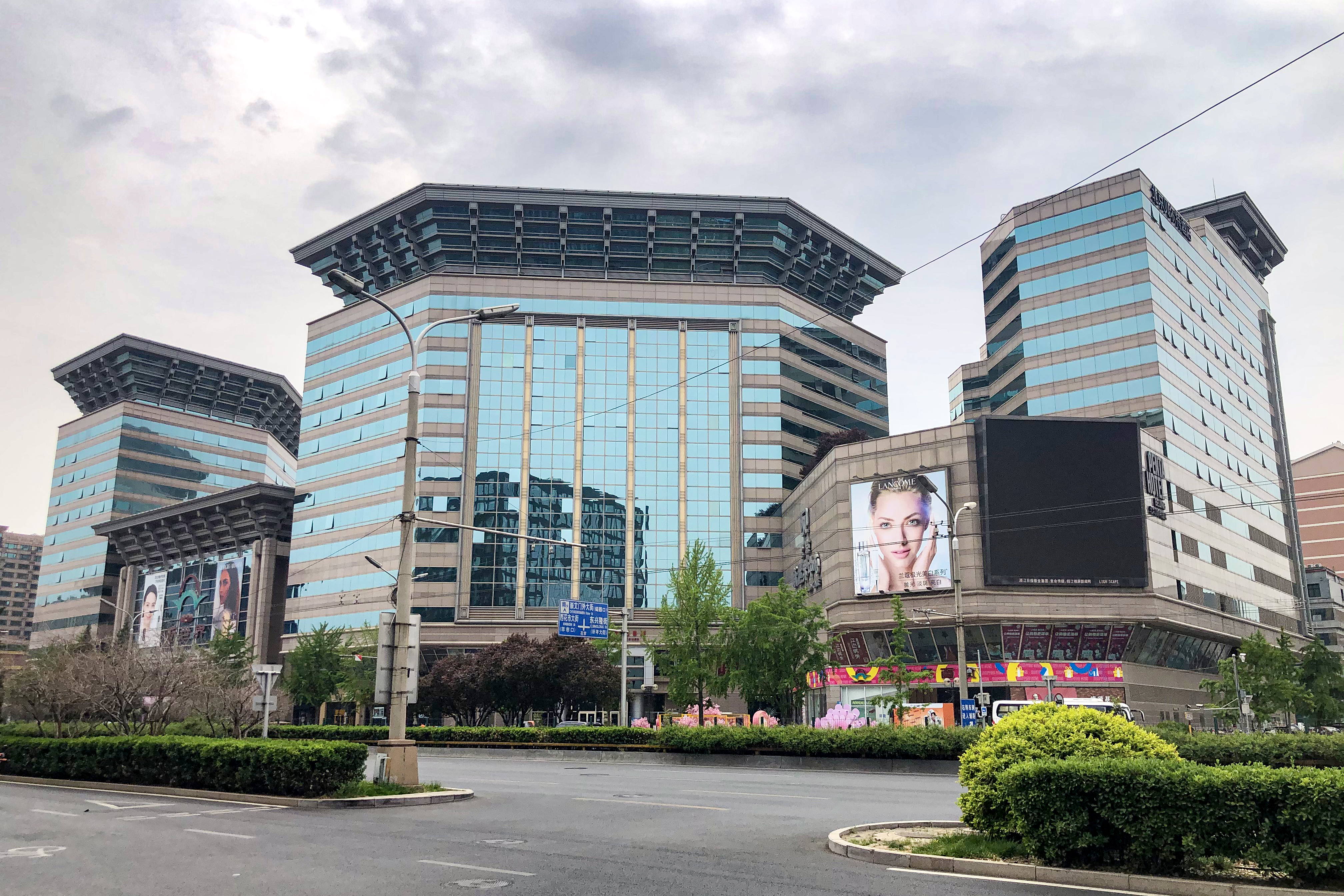
北京新世界センター（中国語版）
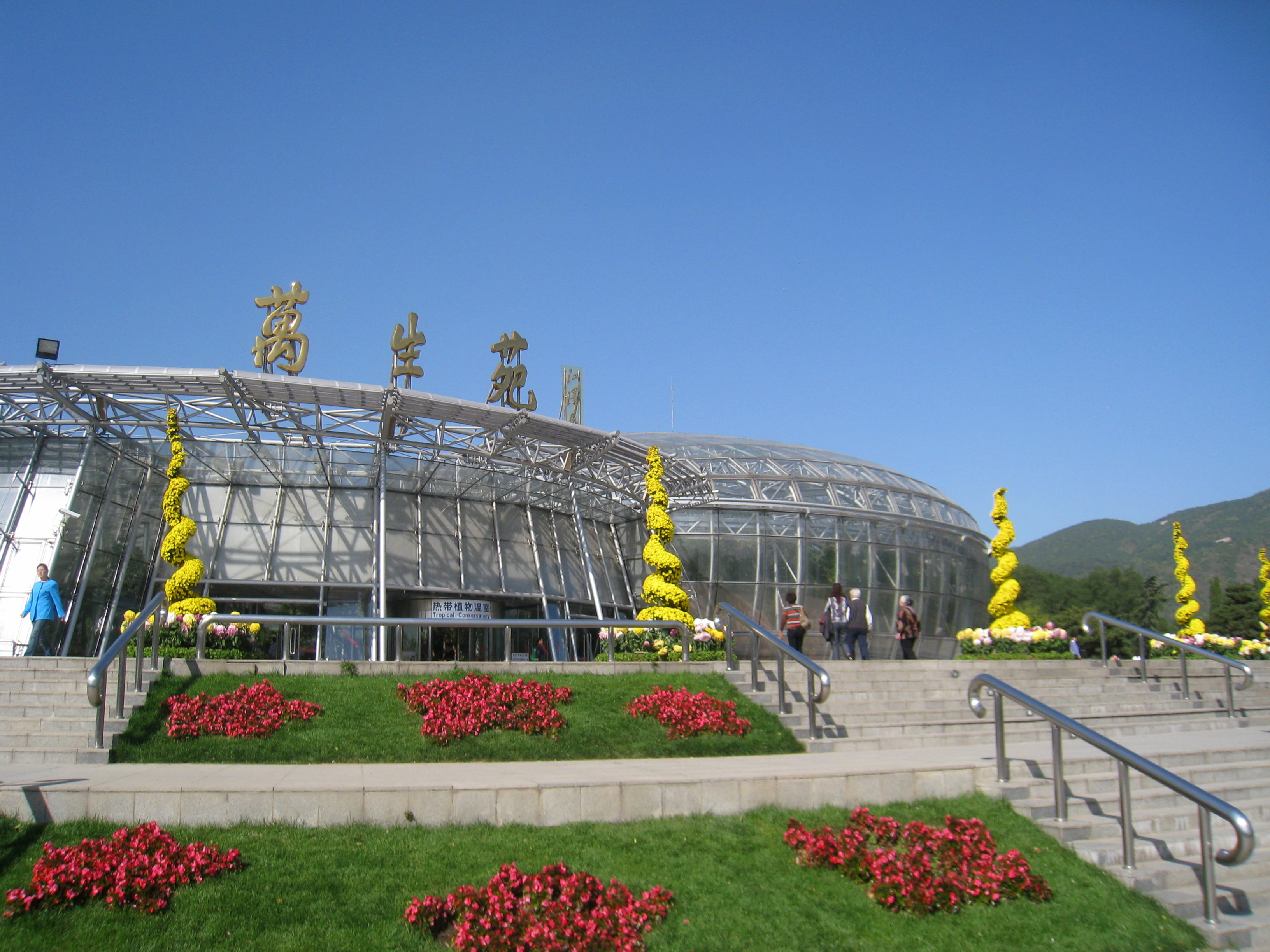
北京国立植物園展覧温室
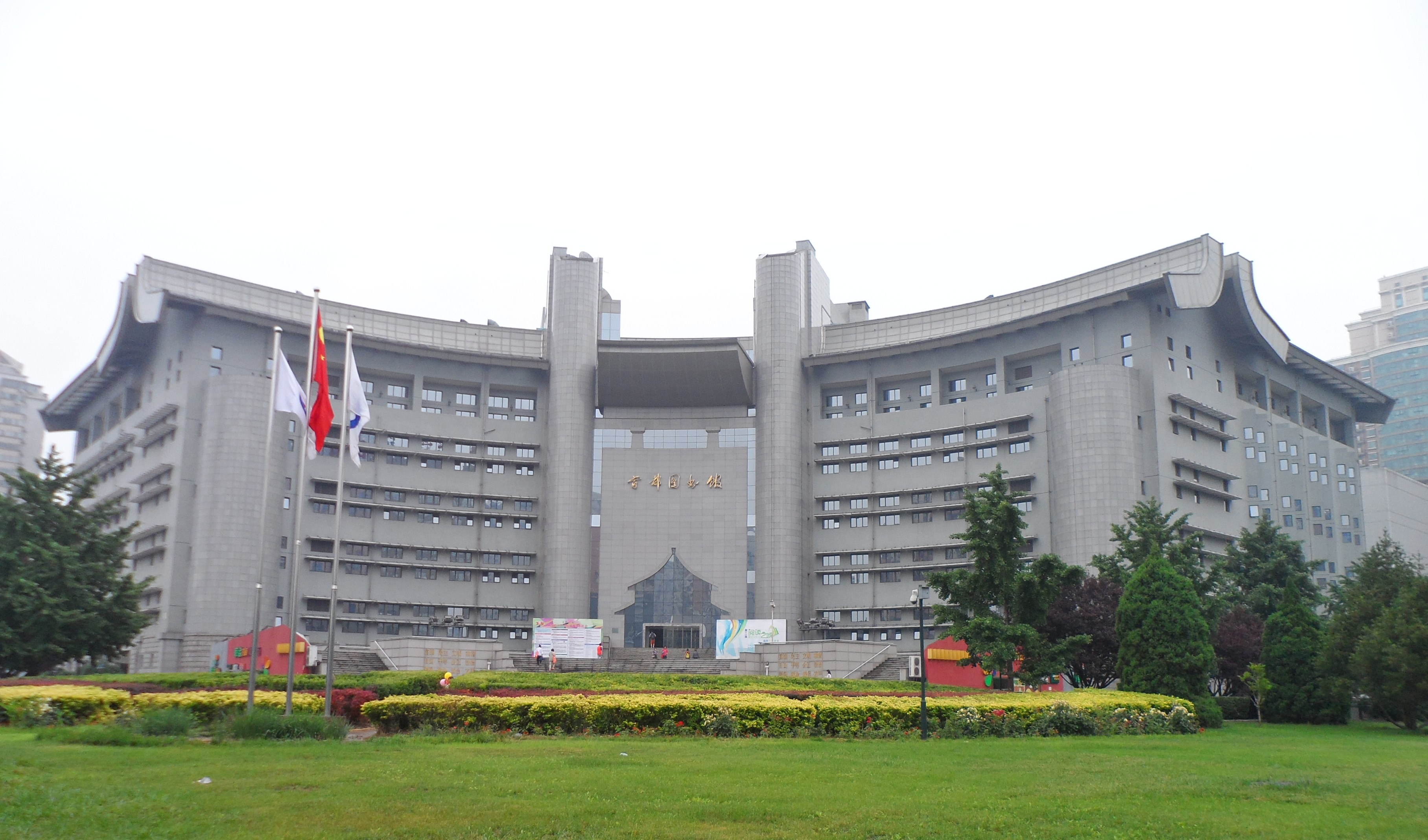
首都図書館（中国語版）新館
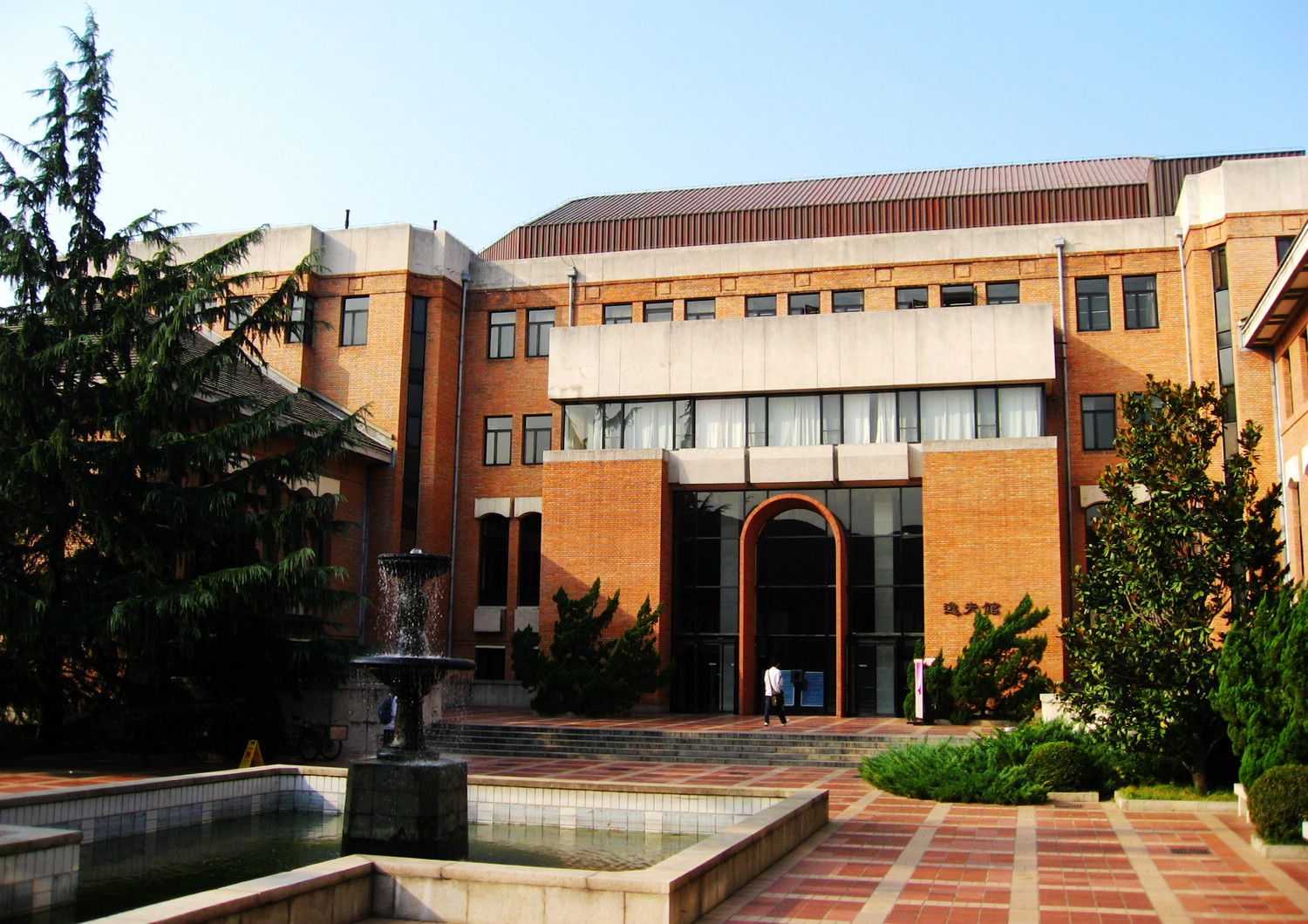
清華大学図書館新館
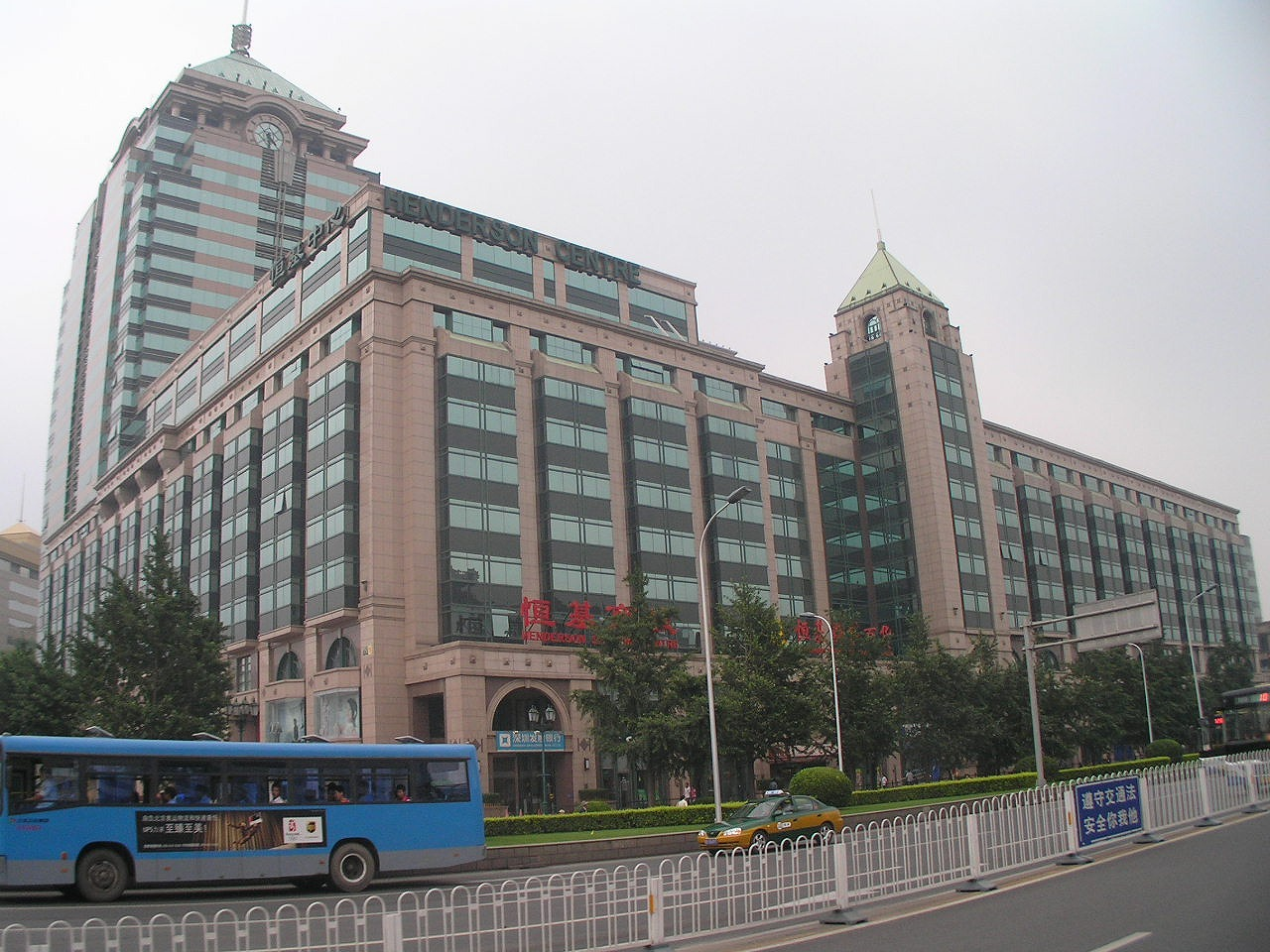
北京恒基中心（中国語版）
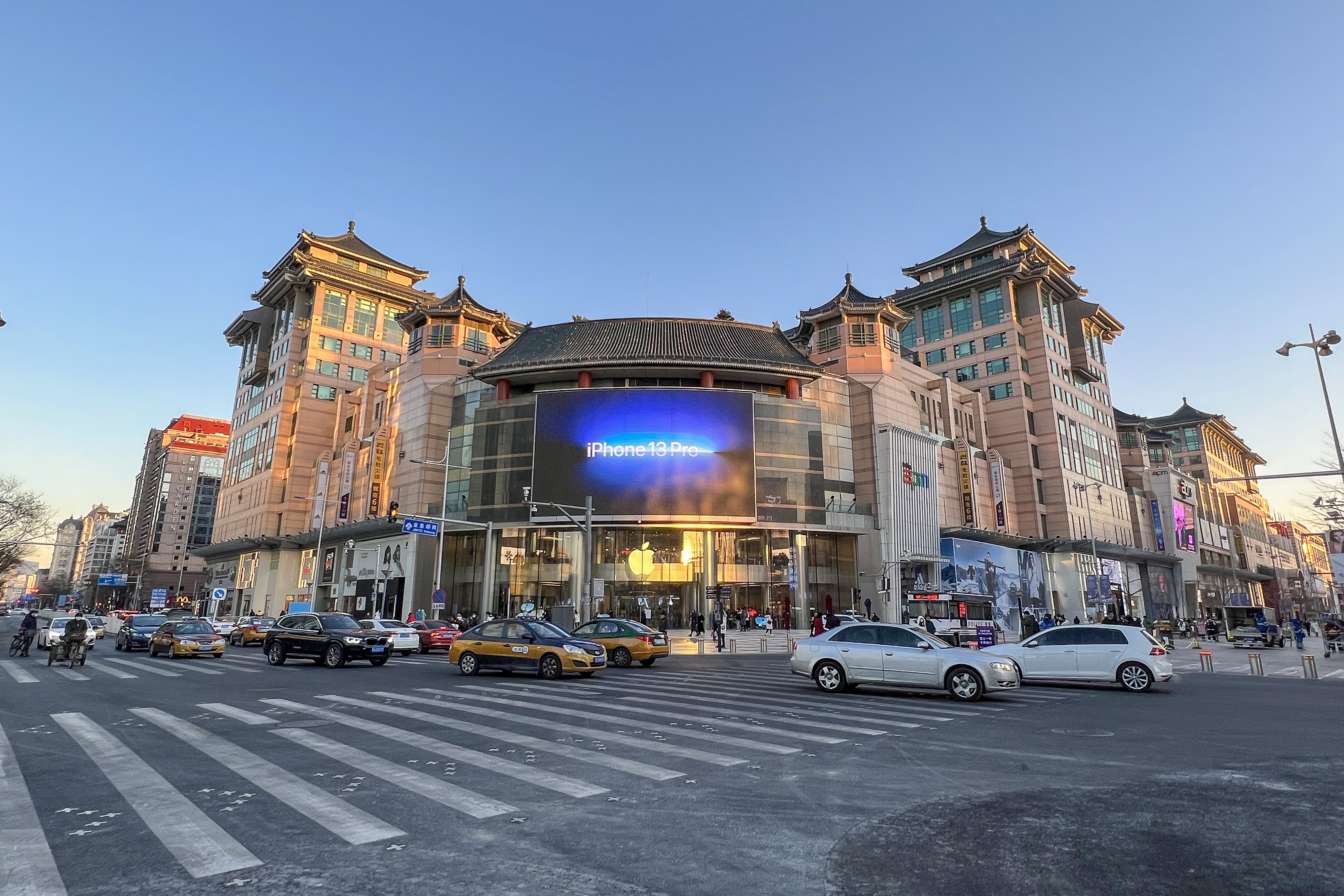
新東安市場（中国語版）
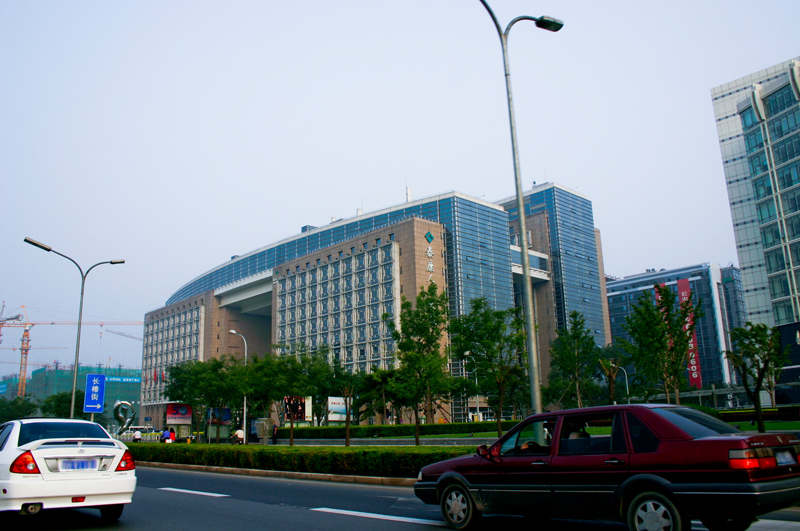
北京国際金融ビル（中国語版）
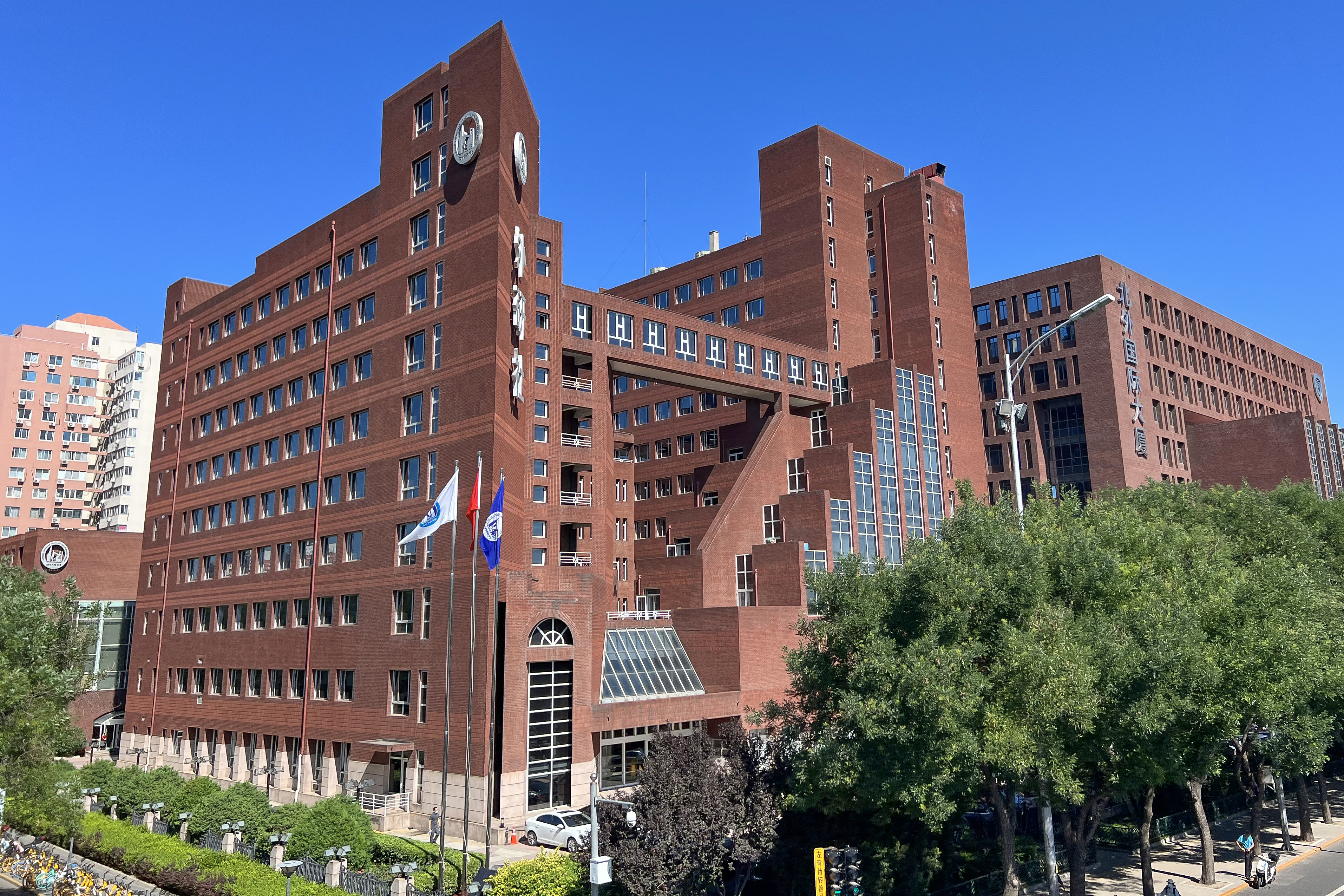
外語教学与研究出版社オフィスビル

### 2000年代十大建築

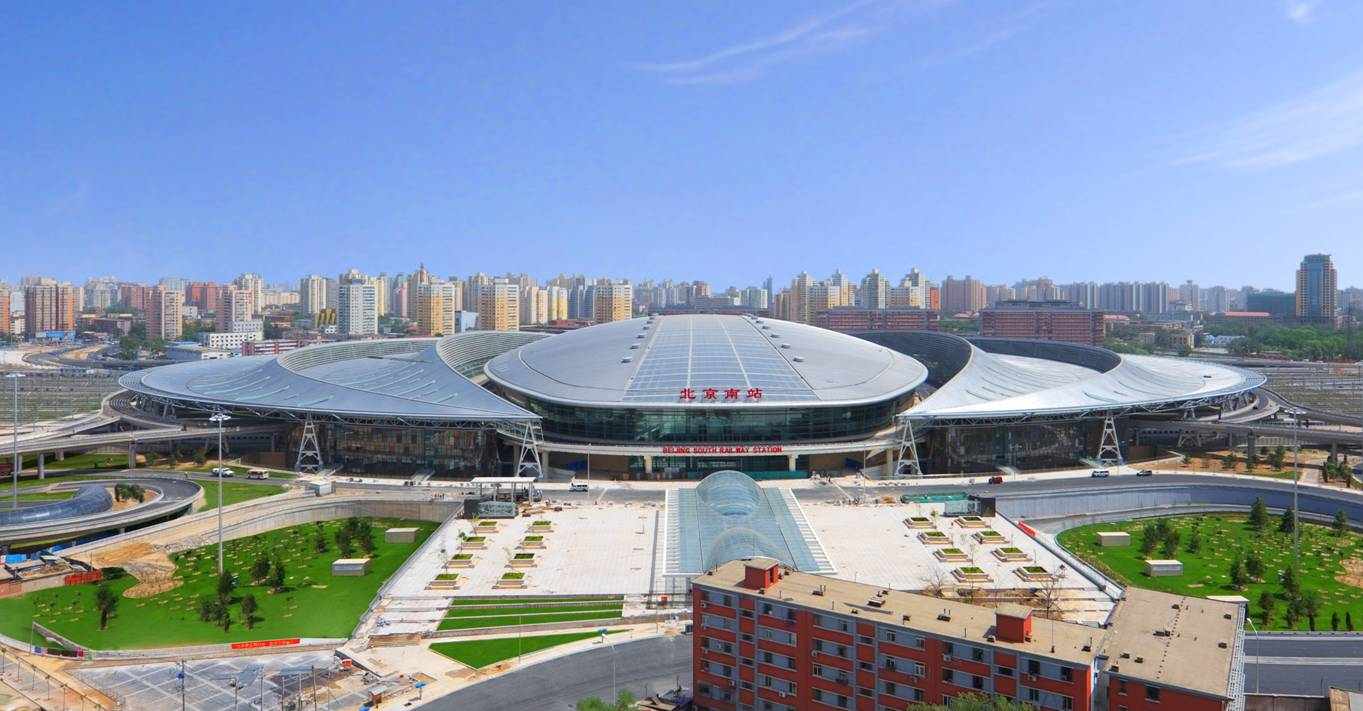
北京南駅
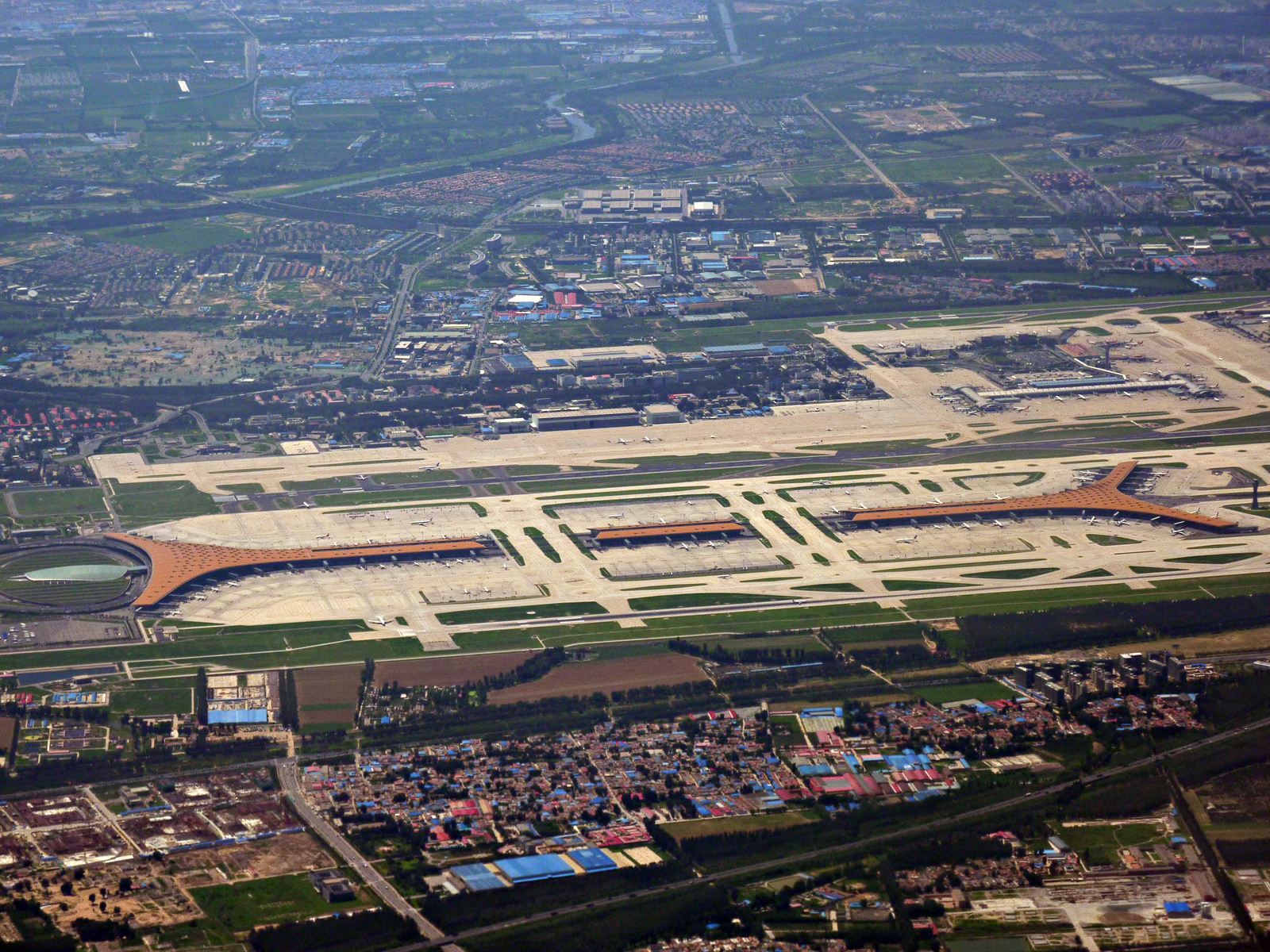
北京首都国際空港3号ターミナルビル
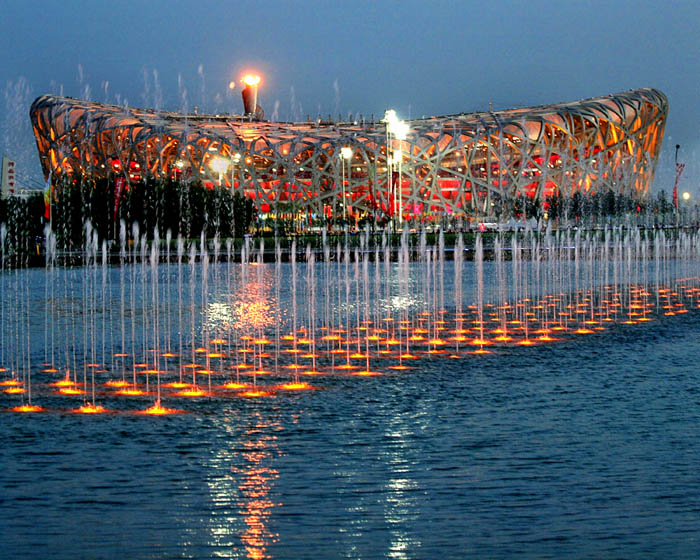
北京国家体育場
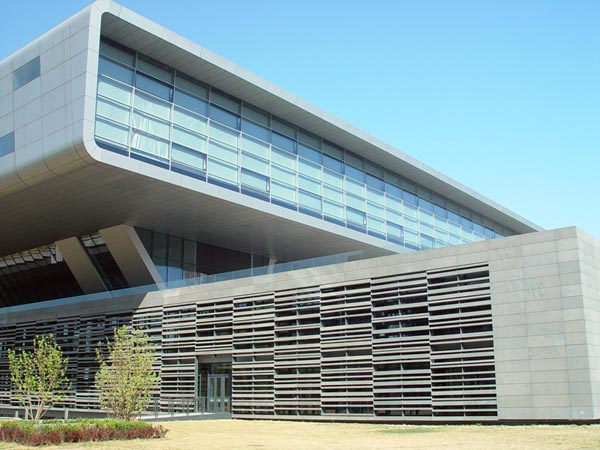
中国国家図書館北館（中国語版）
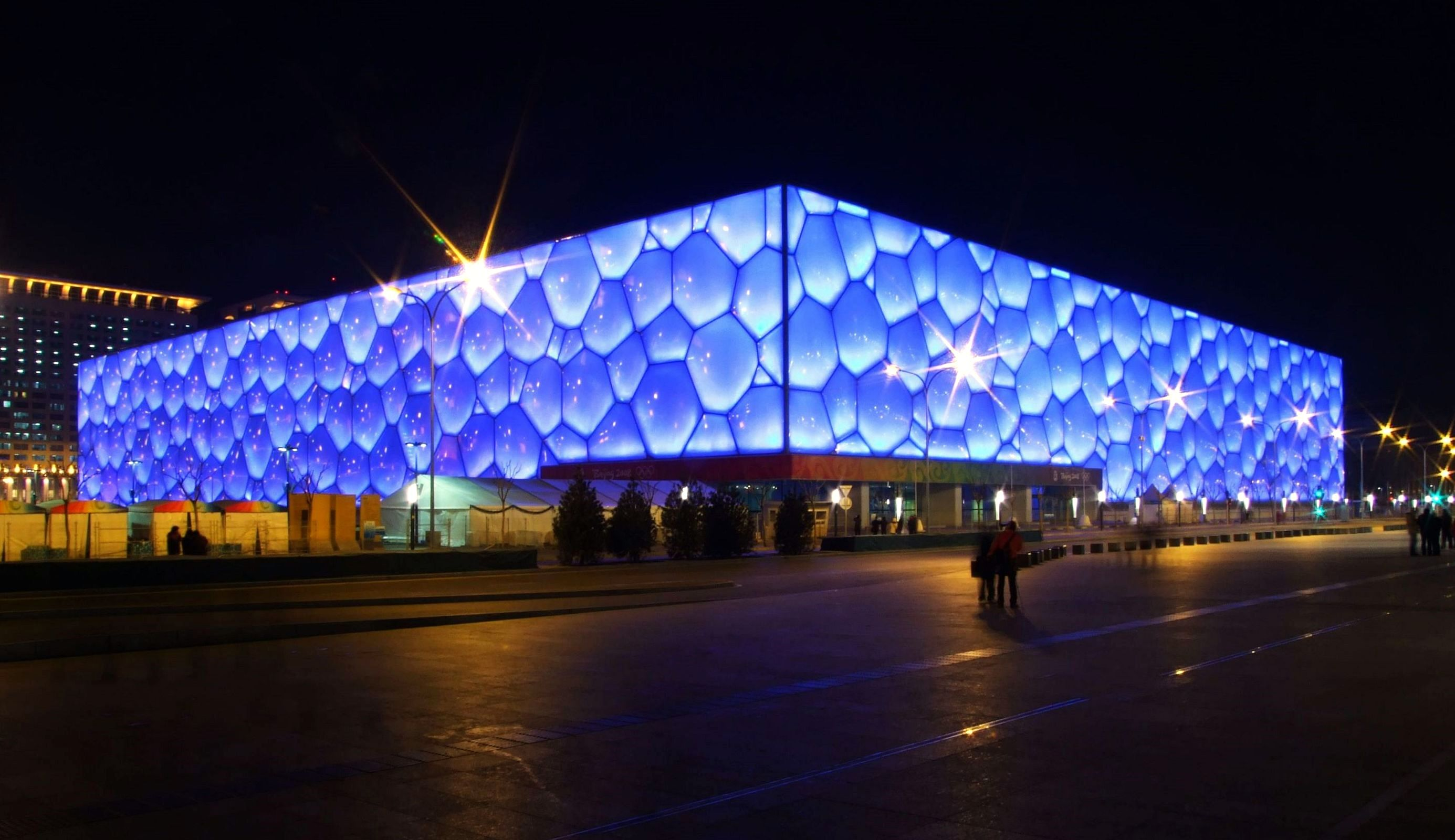
北京国家水泳センター
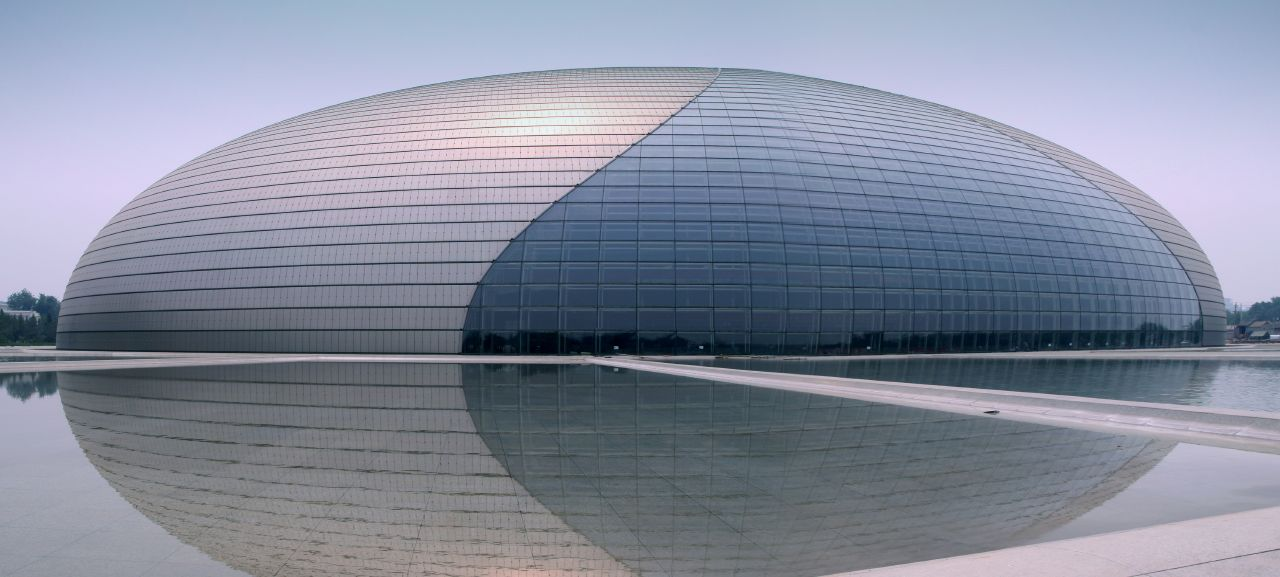
中国国家大劇院
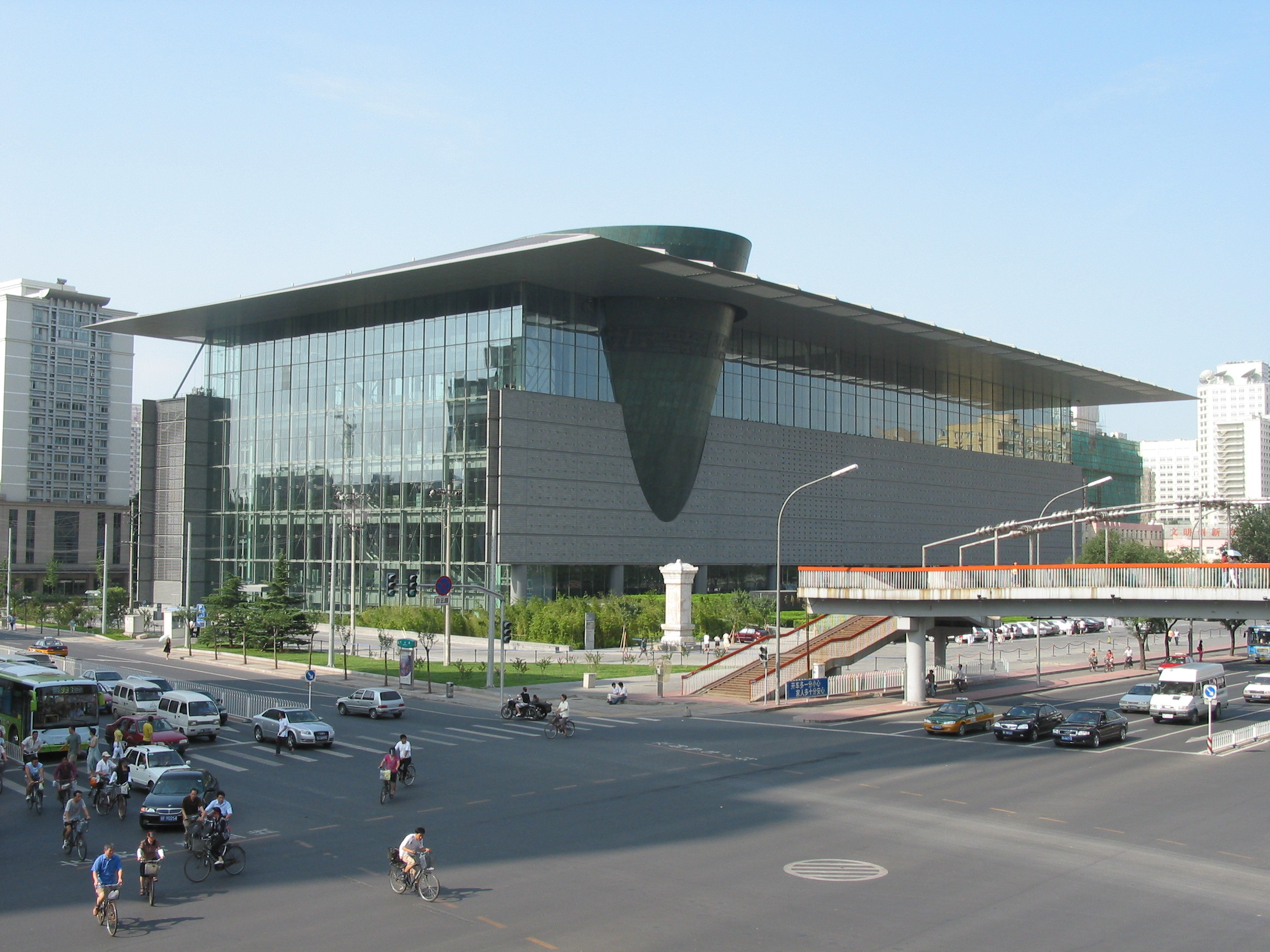
首都博物館新館
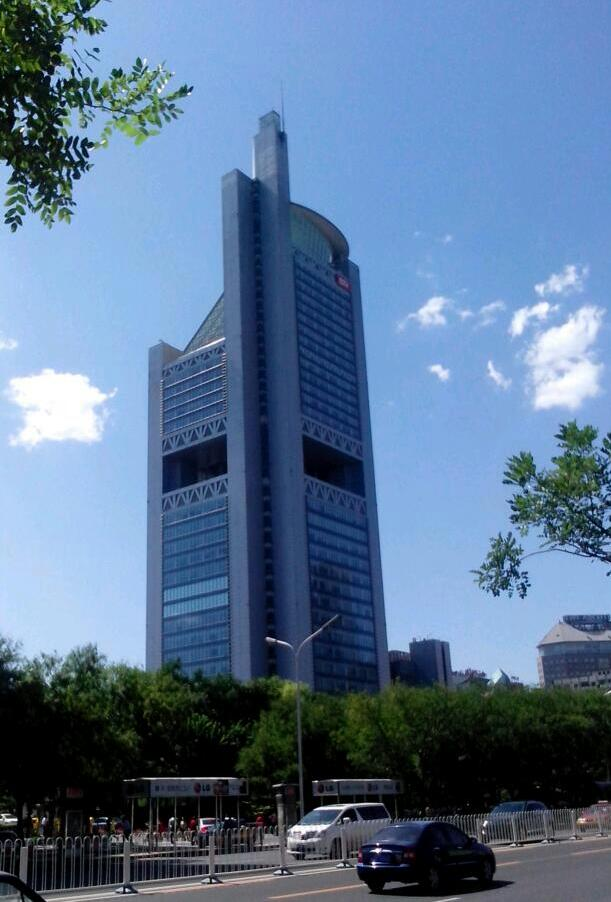
北京テレビセンター
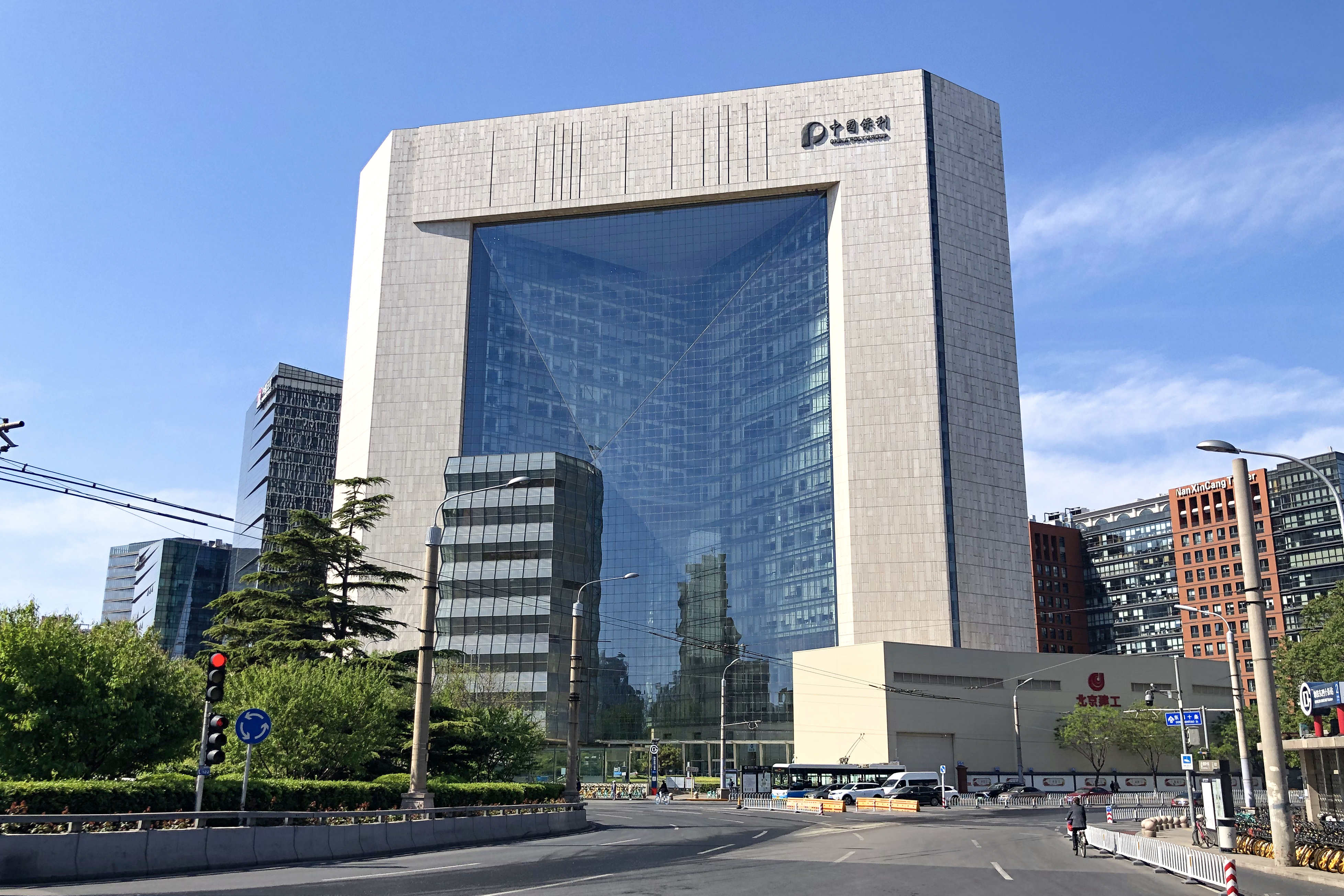
北京新保利ビル（中国語版）
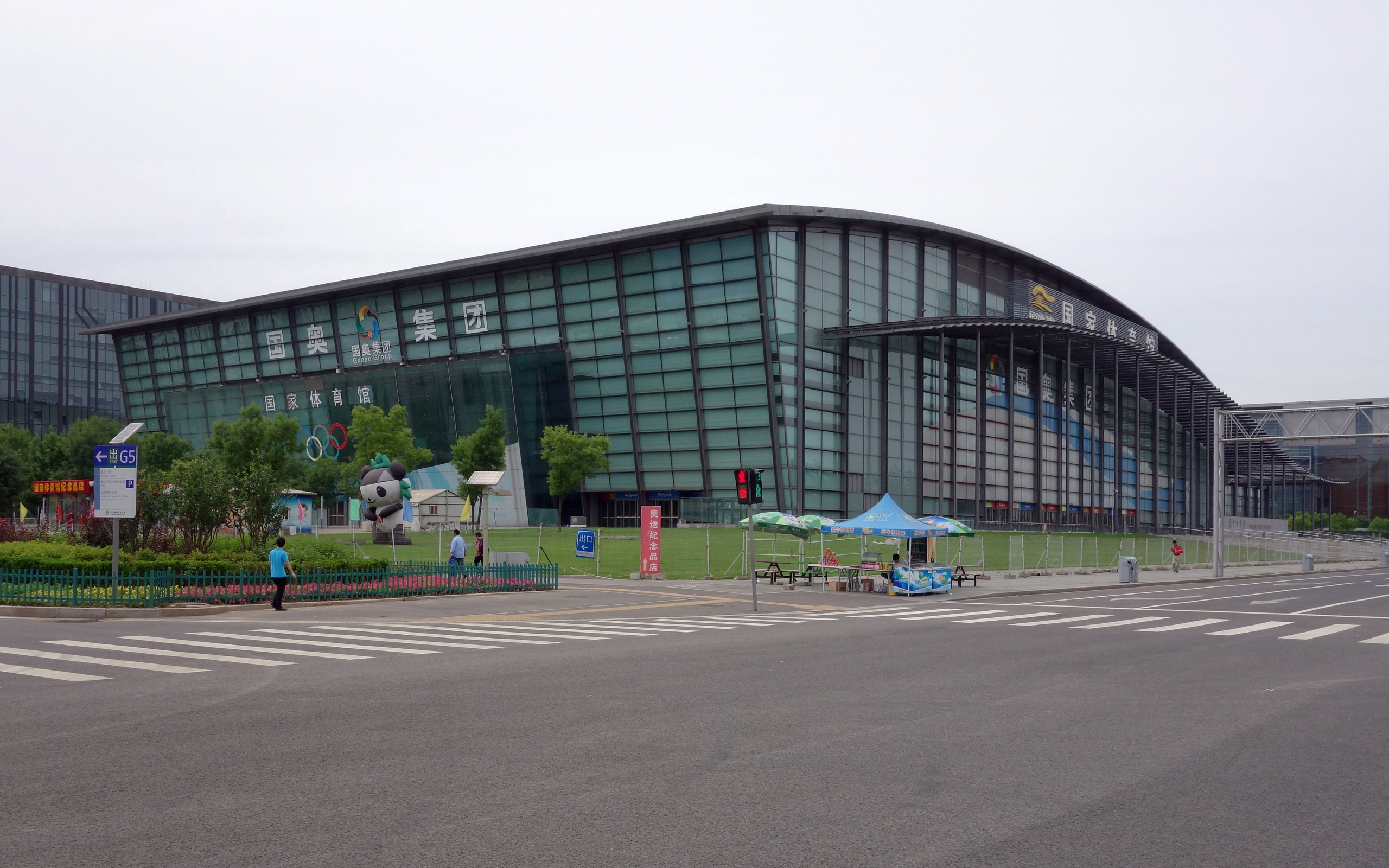
北京国家体育館

### 中国の新しい十大建築の奇跡
アメリカのビジネス・ウィークリー誌によって特集されたもの。中国の経済成長を背景に、外国人建築家によって設計された建築物、2008年北京オリンピックの施設が含まれる。なお、上海の建造物も入っている。
- 北京国家体育場（北京オリンピックメインスタジアム、通称「鳥の巣」、スイスのヘルツォーク&ド・ムーロン設計）
- 北京国家水泳センター（北京オリンピックプール、通称「ウォーターキューブ」、オーストラリアのPTW設計）
- 北京首都国際空港 第3ターミナル（イギリスのノーマン・フォスター設計）
- 上海環球金融中心
- 国家大劇院（フランスのポール・アンドリュー設計）
- 中央電視台新社屋（オランダのレム・コールハース設計）
- 上海崇明東灘生態シティ
- 当代MOMA（別名 : リンクド・ハイブリッド、アメリカのスティーブン・ホール設計）
- 長城コミューン(長城脚下的公社)
- 東海大橋 (中国)（上海）

### 十大文化建築
2003年、北京市によって発表された文化施設整備方針に近いもの。
- 北京国際プレスセンター
- 首都博物館新館
- 北京テレビセンター
- 北京放送センター
- 北京美術館
- 北京図書ビル
- 中国映画博物館
- 北京マスメディア情報センター二期工事
- 北京デジタル出版情報センター
- 正陽ビル